# Kantonsschule Trogen
Die 1821 gegründete Kantonsschule Trogen (KST), kurz auch «Kanti Trogen», ist die einzige Mittelschule des Kantons Appenzell Ausserrhoden. Sie ist damit eine der ältesten Bildungsinstitutionen des Kantons und nach der Alten Kantonsschule Aarau die zweitälteste Mittelschule der Schweiz, abgesehen von den kirchlich geprägten Bildungsstätten. Zum Angebot der Kantonsschule gehört neben dem Gymnasium auch eine Wirtschafts- und Fachmittelschule. Seit 1907 wird eine einheitliche Sekundarschule geführt; aktuell erfolgt dies im Auftrag der drei Gemeinden Trogen, Wald und Rehetobel.

## Lehrgänge und Angebote
Gymnasium
Die gymnasiale Ausbildung schliesst an die 2. oder 3. Klasse der Sekundarstufe I an und endet nach vier Jahren mit der eidgenössischen Maturitätsprüfung. Mit dem Maturitätszeugnis kann jede an einer schweizerischen Universität oder Hochschule angebotene Fachrichtung studiert werden. Seit dem Herbst 2016 bietet die Schule auch die zweisprachige Maturität an (Deutsch – Englisch).
Fachmittelschule
Die Fachmittelschule (FMS) existiert seit 2005 an der Kantonsschule Trogen und bietet eine ausgeprägte Allgemeinbildung. Ergänzend dazu kommen praktische Einsätze als Vorbereitung auf eine Berufsbildung oder ein Fachhochschulstudium in den Bereichen Gesundheit/Naturwissenschaften, Pädagogik und Soziale Arbeit.
Wirtschaftsmittelschule
Die heutige Wirtschaftsmittelschule (WMS) wurde bereits 1897 unter dem Namen Merkantilabteilung (später Handelsabteilung) eröffnet. Im Zentrum stehen die schulisch organisierte Grundbildung, Praxis in Betrieben und Aufenthalte in verschiedenen Sprachgebieten als Vorbereitung auf eine höhere Berufsbildung oder ein Fachhochschulstudium.
Sekundarschule
Die Sekundarschule bietet im kooperativen Modell drei Leistungsniveaus in Mathematik, Französisch und Englisch sowie ausgebautem Wahlfachsystem als Vorbereitung für Berufslehren und weiterführende Schulen.
Sportschule Appenzellerland
Seit 2005 ist die KST Partnerschule der Sportschule Appenzellerland. Dieses Angebot richtet sich an begabte Nachwuchsleistungssportler und bietet in der gesamten Vielfalt Ausbildungsmöglichkeiten in den Stufen Sek I und Sek II an, indem ein individualisiertes Gesamtpaket für die Erfüllung schulischer und sportlicher Ziele geschnürt wird.
Echange
Die KST bietet seit 2015 die Möglichkeit für Austauschprogramme mit Gymnasien des Kantons Wallis an: Am Lycée-Collège de la Planta und dem Lycée-Collège des Creusets in Sion oder am Lycée-Collège de l'Abbaye in Saint-Maurice. Das Echange-Jahr dauert ein Schuljahr und wird anstelle der 4. Klasse des Gymnasiums der Kantonsschule Trogen absolviert. Optional ist es für Lernende der 4. und der 5. Klassen auch möglich, an einem drei Monate dauernden Kurzaustausch teilzunehmen.

## Geschichte

### Gründung, Lage

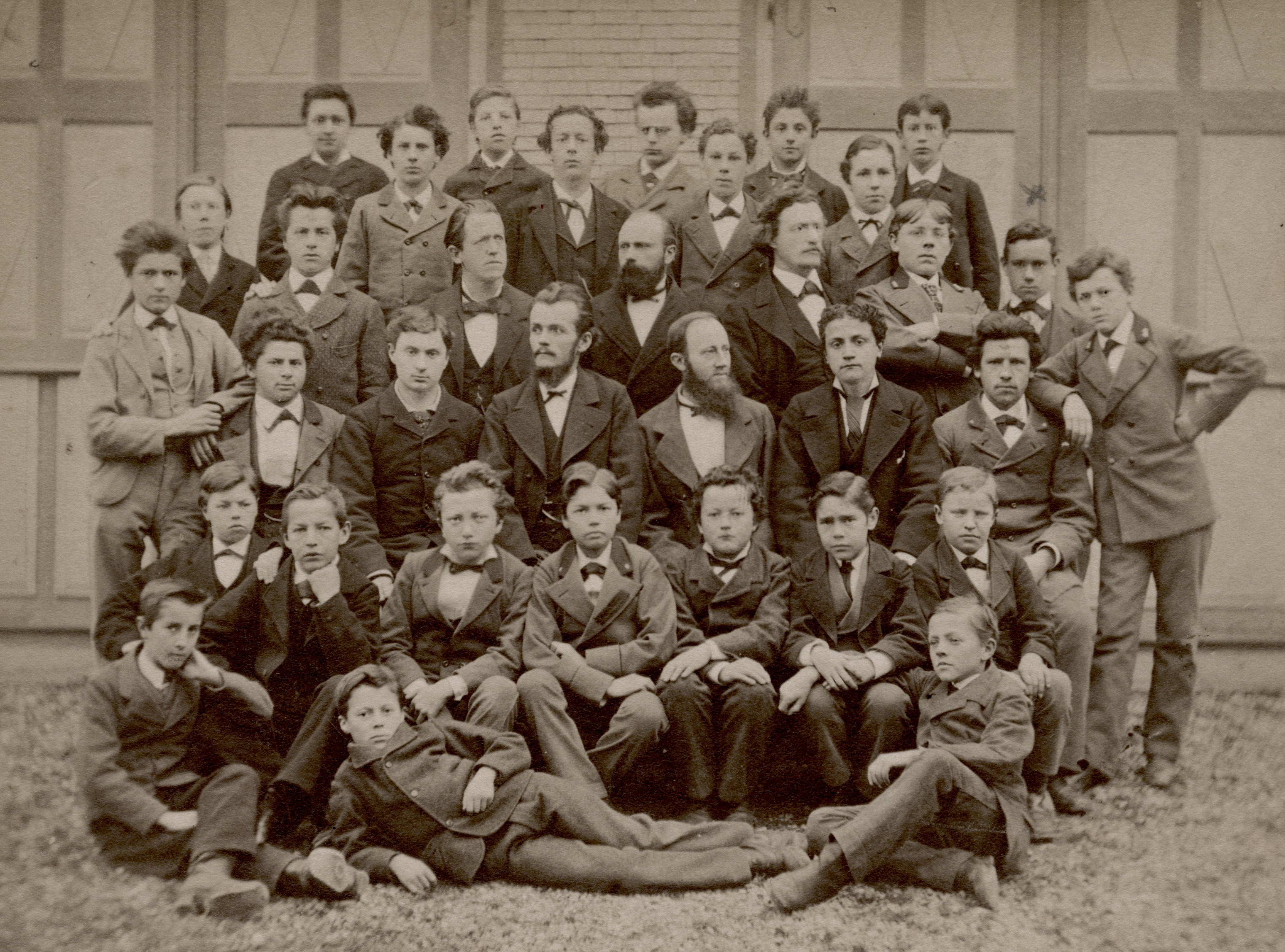
Rektor Samuel Müller (Mitte, obere Reihe) mit vier Professoren und Zöglingen der KST, 1879

Ein ehemaliger Schüler der KST beschrieb die Lage der Schule wie folgt: «Die Kanti Trogen ist eine der am schönsten gelegenen Kantonsschulen der Schweiz. Ich mag mich noch erinnern, wie ich jedes Mal gerne aus dem Postauto gestiegen bin, und dann das kleine Weglein runter, wo Du schon die ganze Aussicht hattest.» Dass die Kantonsschule von Appenzell Ausserrhoden ihren Sitz fernab der grossen Städte im kleinen Trogen hat, ist historisch bedingt. Als 1820 der Philanthrop Johann Caspar Zellweger mit einigen Gesinnungsfreunden eine höhere Privatschule gründete, standen ihm nicht beliebig viele Möglichkeiten offen. Die durch Leinwandhandel reich gewordene Familie Zellweger hatte in Trogen für ihre Wohn- und Geschäftszwecke diverse Gebäude errichten lassen. Eines dieser Gebäude, das als Arbeiterbehausung der nahegelegenen Spinnerei diente, stellte der Gründer für seine Schule zur Verfügung und schenkte es 1824 dem Kanton. Die aussergewöhnliche Standortwahl hatte also rein praktische Gründe. So wurde am 1. Februar 1821 die „Lehr- und Erziehungsanstalt für die Söhne der gebildeten Stände“ (mit drei Lehrern und 17 Schülern) im Alten Konvikt von Johann Conrad Zuberbühler als erstem Rektor eröffnet (Zuberbühler war sieben Jahre Schüler und Gehilfe von Johann Heinrich Pestalozzi gewesen). Zwar wurde das Institut 1825 zur Kantonsschule erhoben, jedoch weiterhin von der Gemeinde Trogen und privaten Gönnern finanziell getragen. Erst im Jahre 1864 beschloss der Grosse Rat des Kantons, die Schule auch finanziell unter sein Patronat zu stellen.

### Ansehen

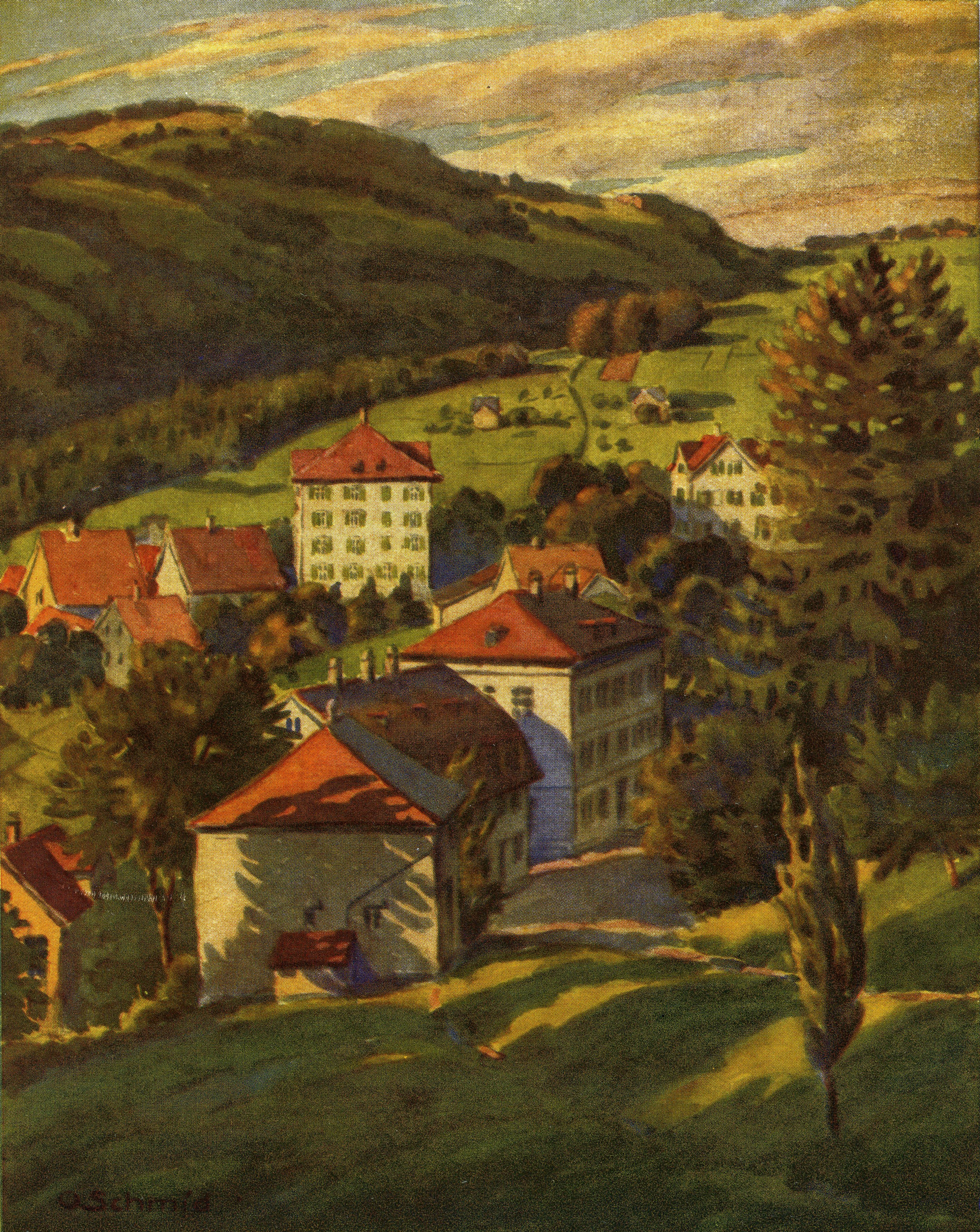
Kantonsschulareal 1926, ehemals ländliche Idylle für Gymnasiasten aus aller Welt. Aquarell von Otto Schmid

Bis in die 1960er-Jahre kamen nur etwa ein Drittel der Schüler aus dem Kanton Appenzell Ausserrhoden, was in der schweizerischen Mittelschullandschaft als Kuriosum bezeichnet werden kann. Zu den ausserkantonalen Einzugsgebieten zählten Kantone aus der ganzen Schweiz, dem Ausland und allen Erdteilen, da die KST schon früh den Ruf hatte, eine vorbildliche Schule zu sein. So schrieb bereits Pfarrer Alfred Altherr 1882 über den verstorbenen Rektor Schoch und das Gymnasium in Trogen: 

„Ich weiss manches Elternhaus diesseits und jenseits des Ozeans und der Alpen, das nie bereuen wird, ihm den Sohn, sehr häufig ein Sorgenkind der Familie, anvertraut zu haben, denn über der Thür seiner Erziehungsanstalt durfte das Wort stehen, das ich in Arbon über der Hausthür eines Arztes las: Hier wird man gesund!“

 Und noch im Jahre 1966 bestätigte die Aussage einer Bäuerin die Bedeutung der Kanti: 

„Ja, das ist eine ganz berühmte Schule, da schicken die reichen Leute aus der ganzen Welt ihre Kinder hin.“

 Die Hauptgründe für das hohe Ansehen der KST waren vor allem:
- Die Schüler lebten fernab vom städtischen Treiben mit seinen Ablenkungen
- Die ländliche Umgebung und Höhenluft von Trogen wurde als gesundheitsförderlich angesehen. «Wir haben eben gar viele junge Leute aus allen Gegenden der Schweiz, bei denen der Hausarzt für Trogen votierte.» (Rektor Wildi in einem Brief an den Schulleiter der Zürcher Handelsschule)[5]
- Die KST war bis Ende der 1970er-Jahre vor allem eine Internatsschule, was bedeutete, dass die Schüler rund um die Uhr betreut, nacherzogen und kontrolliert wurden (nach der Schule im Konvikt oder einer Dorfpension). «Eine grosse Zahl der Eltern, die ihre Kinder nach Trogen schicken, suchen hier eben nicht nur einen rechten Unterricht, sondern Erziehung. Dass diese in Trogen gefunden werden kann, anerkennt der ausserordentlich kritische Alt-Rektor Dr. Fiedler in Zürich, der beste Kenner der schweizerischen Mittelschulen, der in einem der letzten Hefte der Körpererziehung Trogen als die in der Erziehung  führende Schule in der Schweiz nennt (neben Biel). Ich darf aus genauer Einsicht in die tatsächlichen Verhältnisse sagen, dass diese Einschätzung sehr wesentlich durch das staatliche Konvikt und die Pensionen der Kantonsschullehrer bedingt ist.» (Rektor Wildi in einem Brief an die Kantonsschulkommission)[6]
- In der freien Zeit fanden gemeinsame Aktivitäten durch ein reges Vereinsleben statt (im 20. Jahrhundert existierten rund 20 Schülervereine an der KST)
- Die KST war eine kleine Schule und bot damit in den Augen der meisten Eltern eine persönlichere Betreuung
- Durch das Kadettenkorps Trogen wurde unter anderem auch die Disziplin geschult
- Die KST war bekannt dafür, auch schwierige Schüler aufzunehmen, welche an anderen Orten gescheitert waren
- Insgesamt entstand durch diese Lebensweise unter den Schülern eine intensive Kameradschaft und hohe Identifikation mit der Schule und der Ortschaft. Dieser prägende Faktor liess die Ehemaligen Jahre später erneut ihre Söhne und Töchter an die Kantonsschule nach Trogen schicken

### Mädchen
Dass an der KST bereits 1895 Mädchen die Schule besuchen konnten, lag am damaligen Rektor August Meier, der den Vorstoss unternahm, auch Schülerinnen aufzunehmen; so schrieb er diesbezüglich an die Kantonsschulkommission: «Für das gegenwärtige Jahr möchte ich Ihnen eine Frage vorlegen, welche mit der Zeit für unsere Schule Wichtigkeit bekommen möchte. Mehr und mehr sucht man den Töchtern neue Gebiete zu eröffnen und dies ist vielerorts auch auf dem Gebiet der Wissenschaft geschehen. Die Erörterung der Frage, ob auch unsere Schule den Mädchen den Weg zum Studium öffnen soll. [...] Auf die ausgesprochene Idee führte mich mein Töchterlein ‹Adeline›, die das 1. Jahr die Mädchenrealschule besucht, sich als fähig erweist und sehr wahrscheinlich studieren möchte.» 65 Jahre später erinnerte sich Adeline Meier zurück: «Im Herbst 1895 war es dann so weit, dass Elise Frei von Rehetobel mit mir in die Gymnasialabteilung der 2. Klasse eintreten durfte. [...] Im Frühjahr 1896 gesellte sich als dritte im Bunde Sophie A. Lutz aus dem Pfarrhaus in Speicher zu uns. [...] Das für uns Mädchen so wichtige Ereignis des Einrittes in die Kantonsschule in Trogen warf keine hohen Wellen, denn Herr Direktor Dr. Wiget [Nachfolger von Meier] erwähnte es mit keinem Worte im Jahresbericht für 1895/96.» 1907 schliesslich enthielt der Artikel 1 der reorganisierten Kantonsschule dann die Bestimmung: «Soweit es die Verhältnisse zulassen, sollen auch Mädchen Aufnahme finden.» Mit Ella Amstein unterrichtete von 1926 bis 1936 dann auch die allererste Frau an der Kantonsschule Trogen.

### Reorganisation und Ausbau

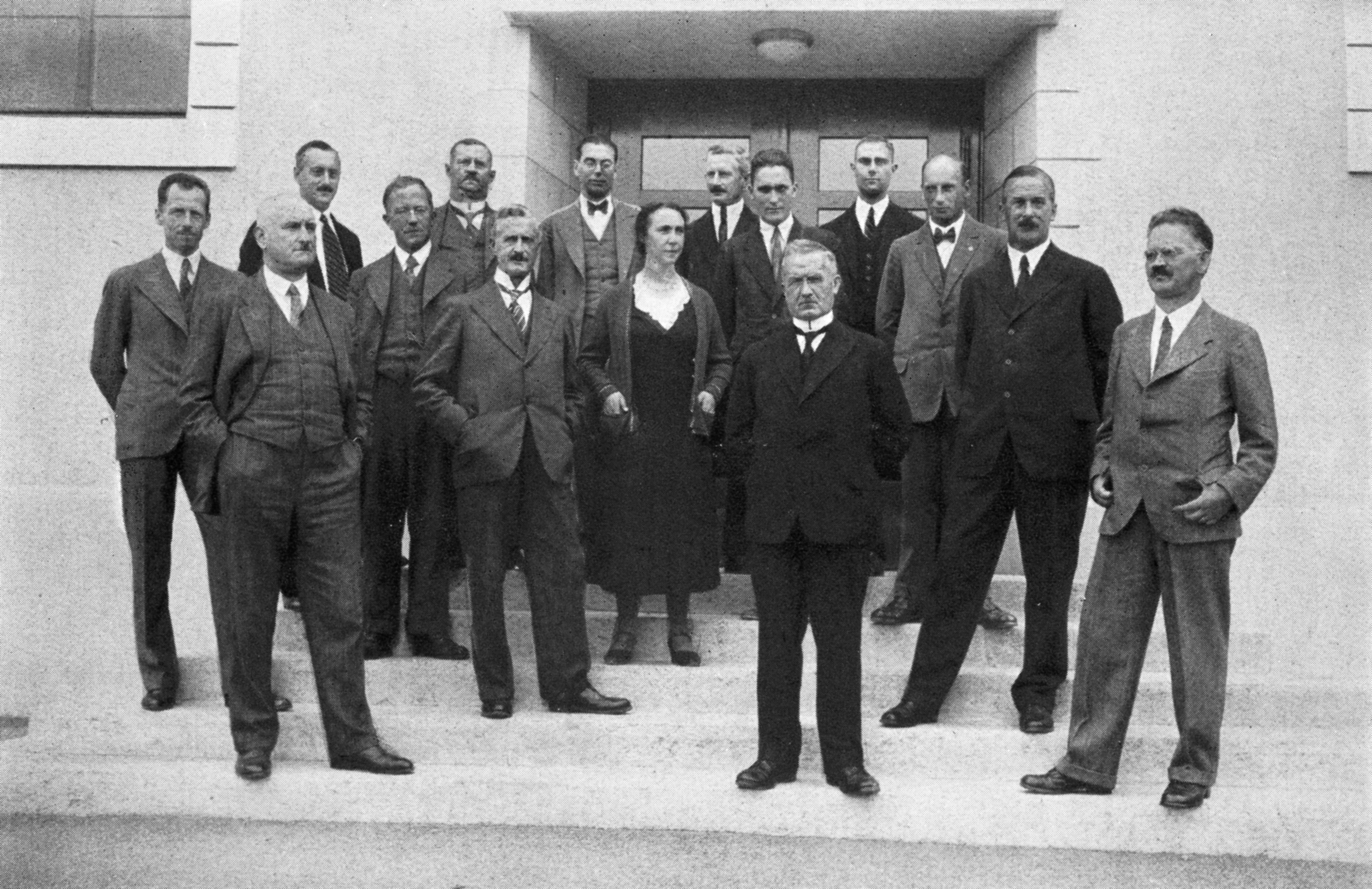
1931: Die Lehrerschaft der Kantonsschule Trogen mit Rektor Ernst Wildi

1907 erlebte die Kantonsschule eine tiefgreifende Reorganisation: Unter Rektor Ernst Wildi wurde die eigene Maturität mit der Notenskale von 1 bis 6 eingeführt, das Schulgeld für im Kanton wohnende Schüler aufgehoben und das „Staatliche Konvikt für Knaben“ eröffnet (vorher Pensionat). Zudem wurden die Sekundarschulen Trogen, Wald und Rehetobel in den Campus der KST integriert. Die zweite Hälfte des letzten Jahrhunderts war vor allem geprägt durch die Realisierung von Ergänzungsbauten infolge der stetig wachsenden Schülerzahlen. Von 1988 bis 2013 wurde in Trogen auch das 10. Schuljahr unterrichtet, und im Jahr 2005 fand die Gründung der Fachmittelschule (FMS) statt. In der beinahe 200-jährigen Geschichte der KST bildeten die kontinuierlich ansteigenden Schülerzahlen und der daraus erfolgte Platzmangel ein stetiges Problem. Auch die Staatswirtschaftliche Kommission wies in den Jahren 1911 bis 1919 in ihren Berichten wiederholt auf den chronischen Raummangel hin. So musste sogar zeitweise das Lehrerzimmer für den Unterricht belegt werden, und von 1915 bis 1931 sah sich die Schulleitung genötigt, den Zeichenunterricht in das Parterre des Fünfeckpalastes der Familie Zellweger zu verlegen. So hiess es im ersten Jahresbericht des KVT (Kantonschulverein der ehemaligen Schüler) 1923 unter anderem: «Die Schulräume sind durchaus unzulänglich und würden für die Hälfte der ca. 250 Schüler nicht genügen; sie sind in 7 Gebäuden im Dorf zerstreut (Schulhaus, Studium, Konvikt, Zeichnungssaal im Kaspar Zellwegerhaus, Turnsaal im Schulhaus Vordorf, Orchester in der ‹Krone›, Handfertigkeit in der Niedern). Die Übersetzung der Schulzimmer ist ungesund und unverantwortlich, die Räume für Chemie und Naturkunde, die Unterkunft der Sammlungen sind einfach unwürdig.» Die Geschichte der Kantonsschule Trogen ist deshalb geprägt von einer immer wiederkehrenden Bautätigkeit und somit auch eine kleine Architekturgeschichte, die den Zeitgeist der letzten 200 Jahre auf einzigartige Weise widerspiegelt.

## Bauten

### Altes Konvikt

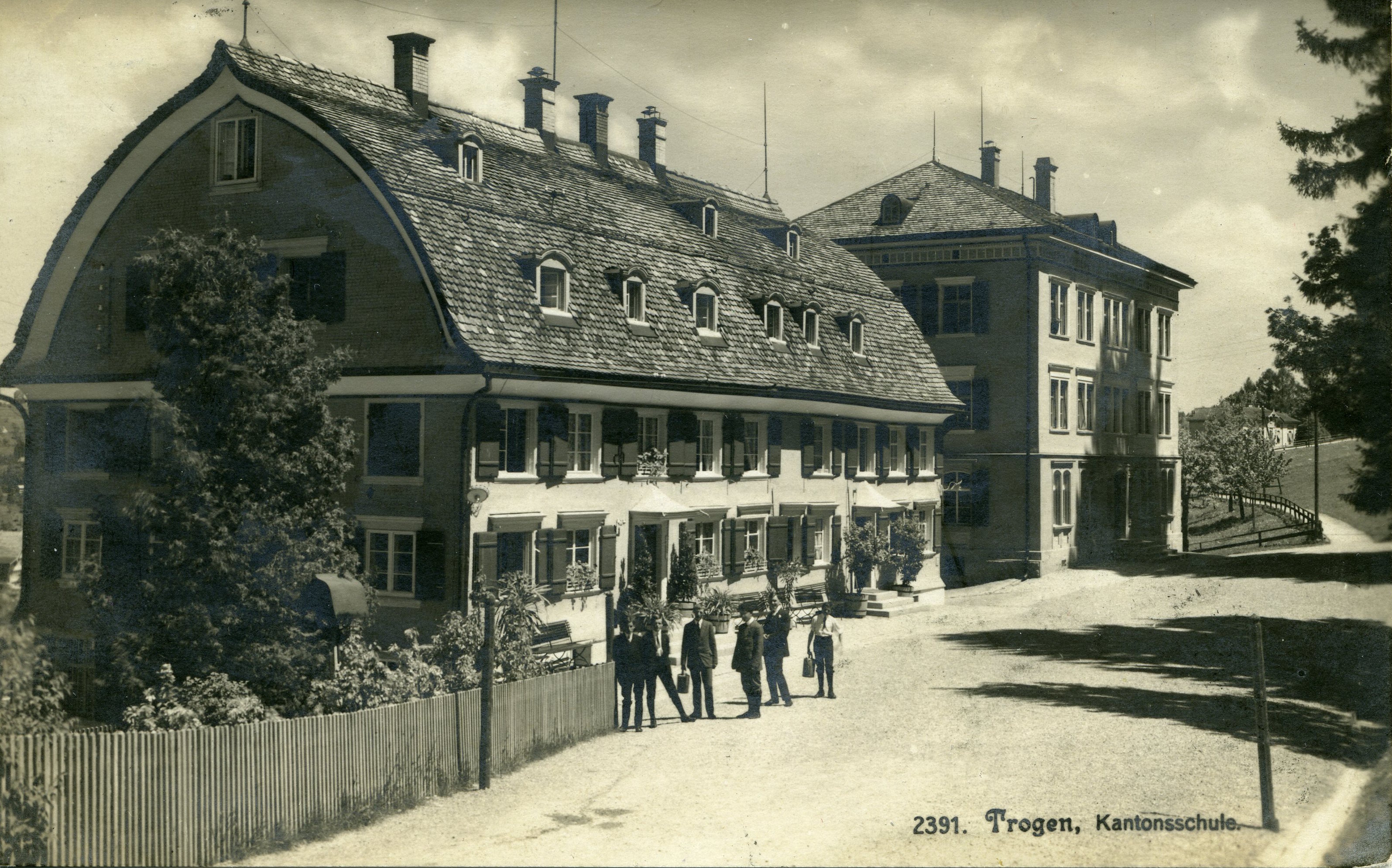
KST-Postkarte von 1910: Altes Konvikt und Altes Schulhaus

Die „Urzelle“ der dreizehn Bauten der KST bildet das 1804 errichtete Wohngebäude mit dem angegliederten Waschhäuschen am Nordhang (Im Nideren) von Trogen. Darin lebten die Arbeiter der benachbarten mechanischen Spinnerei von Johann Caspar Zellweger. Die Lage des Hauses abseits vom Dorfzentrum, und damit auch die Lage der zukünftigen Kantonsschule, ergab sich aus der Tatsache, dass die Spinnerei mit Wasserkraft des nahe gelegenen Töbelibachs betrieben wurde. Die Auflösung der Fabrik machte das Gebäude frei für seine neue Nutzung als Schule. Als 1821 der Schulbetrieb aufgenommen wurde, war im östlichen Drittel noch eine Scheune untergebracht. Im westlichen Erdgeschoss befand sich ein Schulzimmer, im Obergeschoss eine Lehrerwohnung, und im Dachgeschoss waren die Schlafräume der Schüler eingerichtet. 1829 wurde auch der Stallteil zu weiteren Schulräumen umgebaut. Nach dem Bau des heute so genannten Alten Schulhauses 1865 diente das ganze Gebäude als Knaben-Konvikt und wurde von den Schülern auch «Köfferli» genannt; anfangs des 20. Jahrhunderts war es gar Hauptmotiv für eine Postkarte. Weitere Zwischennutzungen wie Sitzungszimmer, Musikzimmer etc. folgten, bis es 1997 zum Schulleitungszentrum mit Hauswartwohnungen umgebaut wurde. Das längliche Gebäude hat ein Bollenstein-Keller-Mauerwerk und eine geschindelte Strickkonstruktion. Es wird von einem kielbogigen Satteldach in Traufstellung abgeschlossen. Die Schindelfassaden und Fenster sind bei der Restauration erneuert worden. Obwohl sich die Nutzung der Räume mehrfach änderte, ist die Gestalt sowie die Material- und Raumqualität des ursprünglichen Wohnhauses erhalten geblieben.

### «Olymp»
Nachdem 1829 der Stallteil des Alten Konvikts umgebaut wurde, erstellte man als Ersatz (spätestens 1837) den Institutsstadel, den heutigen «Olymp». Aus Platzmangel im Konvikt wurden vom damaligen Rektor August Meier 1885 vier heizbare Schlafzimmer auf eigene Kosten im Obergeschoss eingerichtet. 1967 schliesslich wurde der Stall im Parterre in einen Pendlerraum umgebaut; bis dahin diente er als Unterkunft für die Konvikt-Tiere (Kühe und Schweine). Finanziert wurde der Umbau vom «Gewerbeverband Appenzell Ausserrhoden» anlässlich seines 75-Jahr-Jubiläums. Im Laufe der folgenden Jahrzehnte wurde das Gebäude weiter umgenutzt und dient bis heute als campuseigener Jugendtreff mit Büros der Schülerorganisation.

### Altes Schulhaus

Altes Schulhaus

1863 bot die Gemeinde Trogen an, östlich des Konvikts auf eigene Kosten ein neues Kantonsschulhaus zu bauen, um der herrschenden Raumnot abzuhelfen. Durch Schenkung an den Kanton wurde das „Cantonal-Institut“ 1864 offiziell zur Kantonsschule, eine dem Kanton angehörige Unterrichts- und Erziehungsanstalt für Knaben. Im selben Jahr begann man mit den Arbeiten am neuen Schulhaus, welches von Baumeister Daniel Oertli aus Herisau, nach den Plänen des Architekten Christoph Kunkler, erbaut wurde. Am 31. August 1865 erfolgte die feierliche Übergabe und Einweihung des neuen dreigeschossigen Steingebäudes. Die Konstruktionsart mit gemauerten Fassaden und Holzbalkendecken entsprach der Bauart der öffentlichen Gebäude jener Zeit. Das klassizistische Gebäude wurde durch ein Walmdach abgeschlossen. 1969 wurde das Alte Schulhaus renoviert und erweitert: An der Nordseite des Hauses entstand nach den Plänen von Architekt Hans Ulrich Hohl ein Risalitanbau mit neuen Schulräumen.

### «Studium»
Ab 1884 stieg die Zahl der Schüler beträchtlich, und Rektor August Meier entschloss sich zu einem Neubau. Erneut (wie schon beim Ausbau der Schlafzimmer im «Olymp») bezahlte Meier diese Erweiterung aus eigener Tasche. Unvorsichtigerweise liess er den Neubau, dessen Name sich daher leitete, dass darin hauptsächlich beaufsichtigte Aufgabenhilfe (Studium) stattfand, 1886 aber auf kantonseigenem Boden errichten; dieses „wilde Bauen“ hatte zur Folge, dass der Kanton 1895 das «Studium» schliesslich kaufte. Das Objekt wurde noch zweimal renoviert, bevor es 1977 zu Gunsten des Mensa-Gebäudes abgebrochen wurde.

### Alte Turnhalle
1927 hatte die Schule das Glück, dass die Familie Fenkart der KST eine Turnhalle schenkte. Bereits ein Jahr darauf wurde das Gebäude erstellt. Die Ausbildung von Ecklisenen und das Walmdach prägten den gemauerten Hallenbau als öffentliches Gebäude. Bei der Gesamtsanierung 1991 konnten die baulichen Qualitäten erhalten werden.
→ Detailliertes Kapitel: Bau der Alten Turnhalle

### «Rotes Schulhaus»

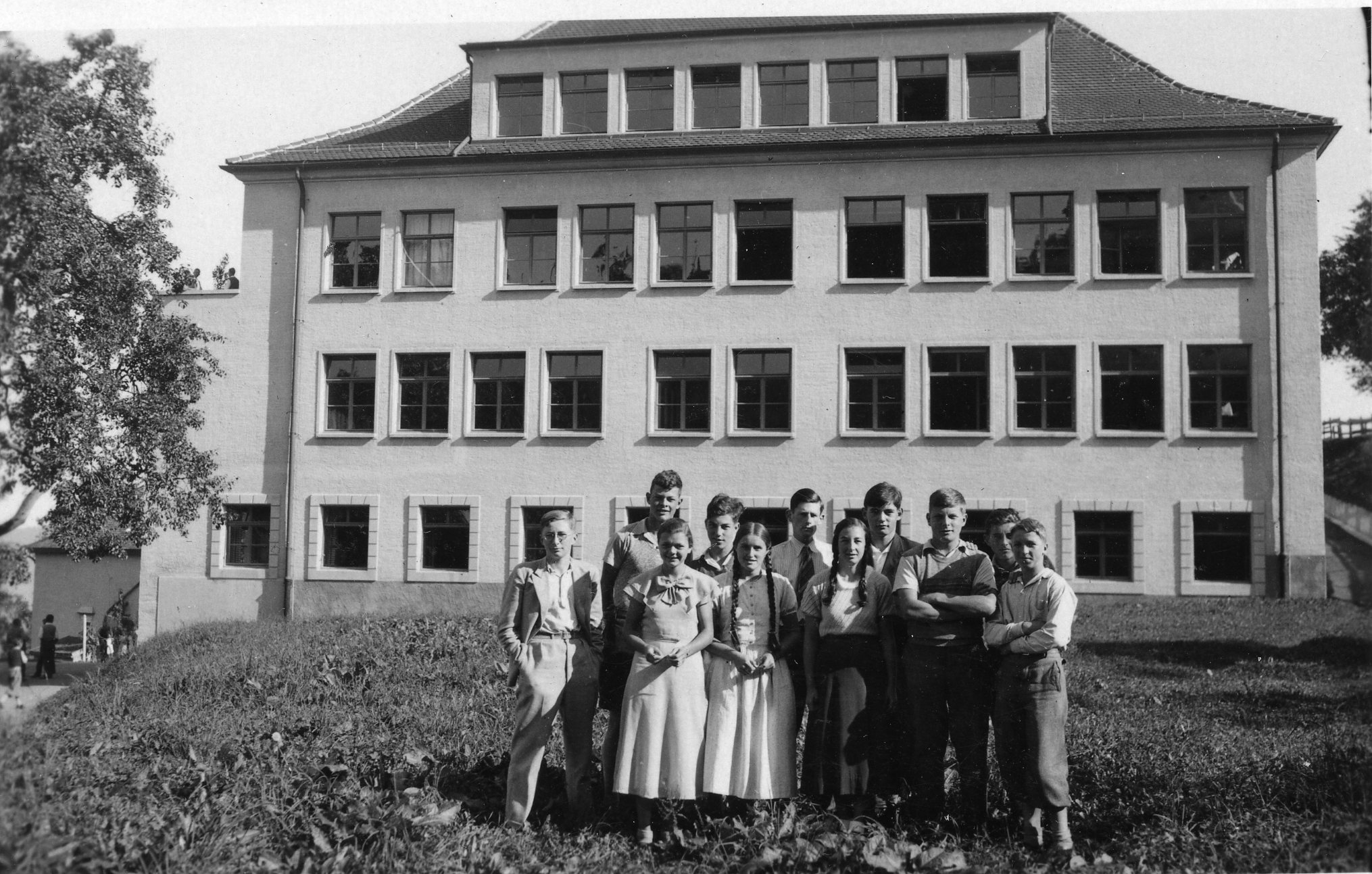
4. Klasse der Merkantilabteilung vor dem neuen Schulhaus, 1935

Um den weiter steigenden Schülerzahlen gerecht zu werden, prüfte der Kanton 1919, die KST mit dem Zeughaus von Trogen zu erweitern. Dieses Projekt wurde aber zugunsten eines Neubaus fallen gelassen. Allerdings lehnte die Landsgemeinde 1920 dieses Vorhaben wuchtig ab. Acht Jahre später zog man den Umbau des Doppelpalastes der Familie Honnerlag in Betracht; aber auch diese Idee wurde im Vergleich zum Neubauprojekt als nicht geeignet beurteilt. 1930 schliesslich genehmigte die Landsgemeinde die Erstellung eines Ergänzungsbaus. Somit konnten die Bauarbeiten am heutigen Roten Schulhaus durch die Architekten Ziegler & Balmer begonnen werden, welche im Herbst 1931 abgeschlossen wurden. Für den Bau wurden nur bewährte und solide Baumaterialien verwendet. Über dem Betonbau sind die Obergeschosse in Backsteinmauerwerk ausgeführt. Als Zeuge einer Zeit grosser wirtschaftlicher Krisen ist das Äussere ohne modische Formgebung ein Resultat der gewählten Konstruktion. Zuletzt wurde das Rote Schulhaus 1998 umfangreich saniert. Eine Besonderheit in der Geschichte des Gebäudes stellt der Umstand dar, dass dessen Realisierung durch einen Tannenzapfen-Beschuss auf die Trogener Kadetten 1929 zeitweise in Frage stand.
→ Detailliertes Kapitel: Bau des «Roten Schulhauses»
→ Detailliertes Kapitel: «Affäre Tannenzapfen»

### «Annex»

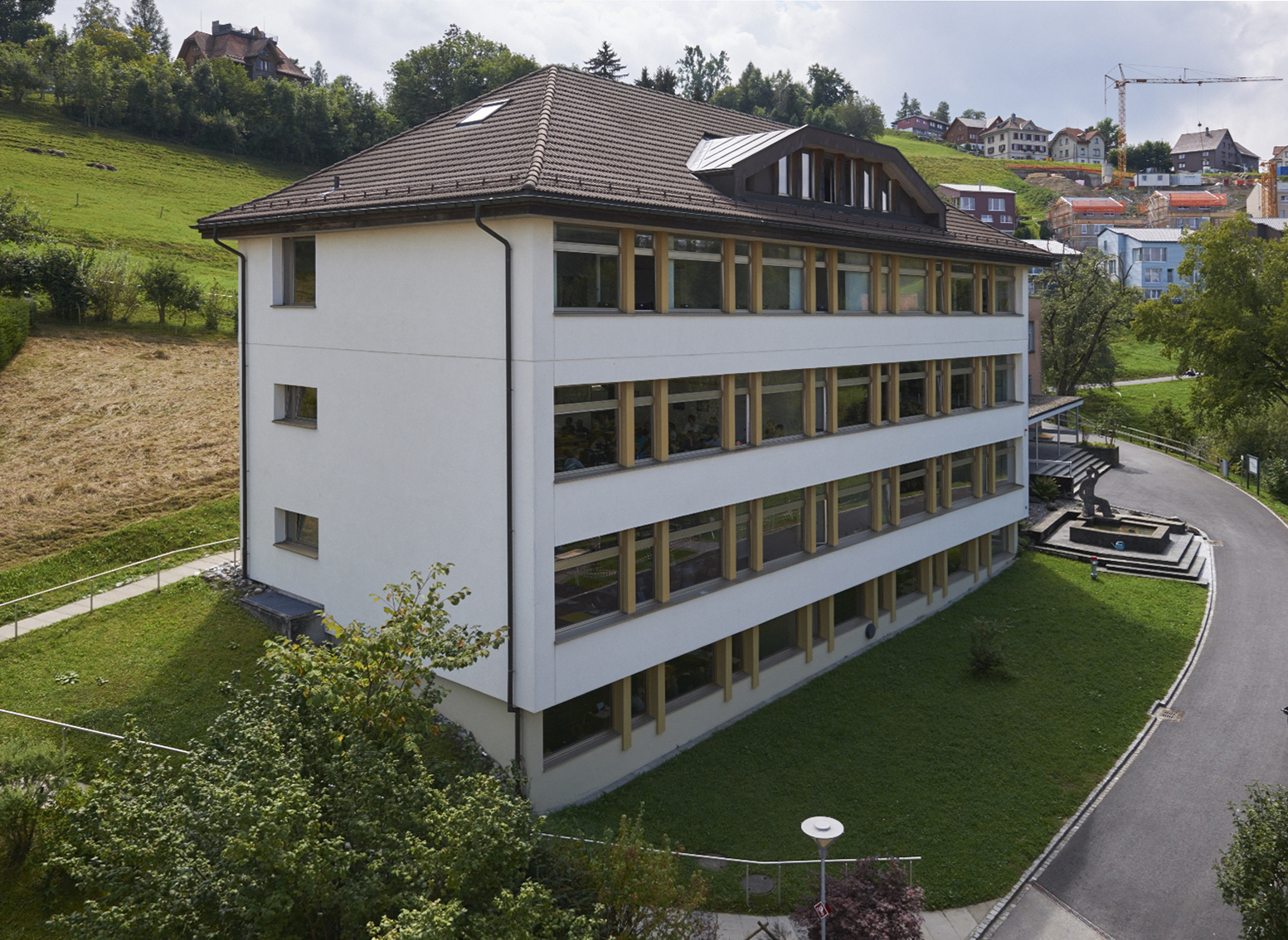
Der «Annex» nach der Aufstockung

Weil die Zahl der Schülerinnen und Schüler in zehn Jahren um rund 50 % auf 472 anwuchs, genehmigte die Landsgemeinde 1962 einen Ausführungskredit für eine erneute Erweiterung. Nach den Plänen von Architekt Heinrich Naef wurde ein Beton- und Backsteinbau erstellt. Als Verbindung zwischen dem Neubau «Annex» und dem Roten Schulhaus entstand zudem eine gedeckte Pausenhalle. Dem Zeitgeist entsprechend wurde das Gebäude als rechteckiger Betonskelettbau mit Flachdach erstellt. Im Sommer 1965 schenkte der KVT der Schule eine Sonnenuhr, welche an der Westfassade des «Annex» montiert wurde. Gestaltet wurde sie vom ehemaligen Zeichnungslehrer Otto Schmid. Die damalige KVT-Präsidentin Elisabeth Pletscher schrieb dazu im Jahresbericht: «Die echt appenzellische, anfängliche Skepsis dieser Idee gegenüber verschwand immer mehr, die Wand erschien immer kahler und schon in der Sommersitzung war der Vorstand einstimmig der Ansicht, dorthin gehöre eine Sonnenuhr. [...] Herr Prof. Otto Schmid liess sich gewinnen, die künstlerische Gestaltung zu übernehmen, und das Projekt ist schon soweit gediehen, dass das Haus von Herrn Prof. Schmid beinahe nicht mehr ausreicht, die riesigen Zeichnungen zu fassen!» 1988 wurde das Schulhaus dann um ein zusätzliches Vollgeschoss aufgestockt und mit einem Walmdach abgeschlossen, wodurch ein architektonischer Zeitzeuge der 1960er-Jahre verloren ging. Im Vorfeld der Projektierung bemängelte dann auch ein ehemaliger Schüler die Aufstockung des «Annex» und meinte, dass «bei der nächsten Sanierung in dreissig Jahren sich der Denkmalpfleger jedenfalls dafür einsetzen wird, dass das Walmdach wieder wegkommt, und man sich dann über die kulturelle Verwirrung der 80er-Jahre wundern wird». Dem Verlust des Flachdaches wurde Rechnung getragen, indem eine ringsumlaufende Fugenausbildung an der Fassade zwischen dem 1. und 2. Obergeschoss auf den ehemaligen Flachdachabschluss hinweist.

### Mensa-Gebäude

2017: Das neu renovierte Mensa-Gebäude nach der zweiten Umbauphase

Im Vergleich zu den anderen KST-Bauten, welche weitgehend in ihrem Grundzustand belassen wurden, erfuhr das Mensa-Gebäude im Laufe seiner Baugeschichte mehrere umfassende Änderungen; und zwar im Bezug auf das Erscheinungsbild wie auch auf seine Funktion. Begonnen hatte dies mit dem 1967 angefertigten Gutachten des Soziologen René Riesen: Dieser zog darin unter anderem den Schluss, dass die KST ohne zusätzliche Unterkünfte und Verpflegungsmöglichkeiten für Pendler als staatliche Mittelschule langfristig nicht lebensfähig sei:«Aus gesundheitlichen und erzieherischen Gründen eher den Ausbau des Konviktes als zu starke Ausweitung des Pendelverkehrs.» So entstand das Neubauprojekt eines Konviktes mit Mensa. Dieses Bauvorhaben wurde 1972 von der Landsgemeinde abgelehnt, jedoch fünf Jahre später bewilligt. Bevor man mit den Bauarbeiten beginnen konnte, musste allerdings zuerst das 1886 erbaute «Studium» Platz machen und abgerissen werden. Nach einer zweijährigen Bauzeit wurde das neue Knabenkonvikt (das Mädchenkonvikt blieb vorerst am Dorfplatz) mit der Kantine/Aula im Herbst 1979 in Betrieb genommen. Das von Architekt Max Rohner geplante Gebäude aus Backsteinwänden und Betondecken wurde mit Flachdächern auf verschiedenen Ebenen abgeschlossen. Das grosse Volumen des Mehrzweckgebäudes bildete eine nicht leicht erfassbare Form und widerspiegelte passend den Baustil der 1970er-Jahre. Im Bezug auf den Mensa-Neubau bemerkte Ueli Widmer, der ehemalige Regierungsrat und Baudirektor des Kantons Appenzell Ausserrhoden, im Jahre 1995, dass dies das einzige ziemlich missglückte Gebäude der KST sei und dereinst vielleicht abgebrochen werde. Die Zukunft sollte ihm teilweise Recht geben. Im Jahre 2002 wurde das Knabenkonvikt mangels Bedarf geschlossen, und man nutzte die oberen Räume um. 2011 wurde dann in einer ersten Bauphase vorerst der untere Teil des Gebäudes durch das Architekturbüro Kimlim umfassend renoviert und dem Minergiestandard angepasst. Hervorstechend waren dabei vor allem die vertikalen Tonbaguetten, die dem Fassadenkleid eine neue Eigenständigkeit verliehen und den 1970er-Jahre-Baustil vollständig verschwinden liessen. Dabei wurde auch die veraltete Infrastruktur der Mensa durch einen neuen Innenausbau ersetzt: So entstanden insgesamt 300 Sitzplätze, und die Küche wurde den neuen Hygienestandards angepasst. In der zweiten Umbauetappe von 2016 bis 2017 wurden die Obergeschosse so ausgebaut, dass aus den alten Konviktzimmern Arbeits-, Vortrags-, Studienräume sowie neue Schulzimmer entstanden. Die ursprüngliche Form des ehemaligen Knabenkonvikts verschwand dabei komplett.

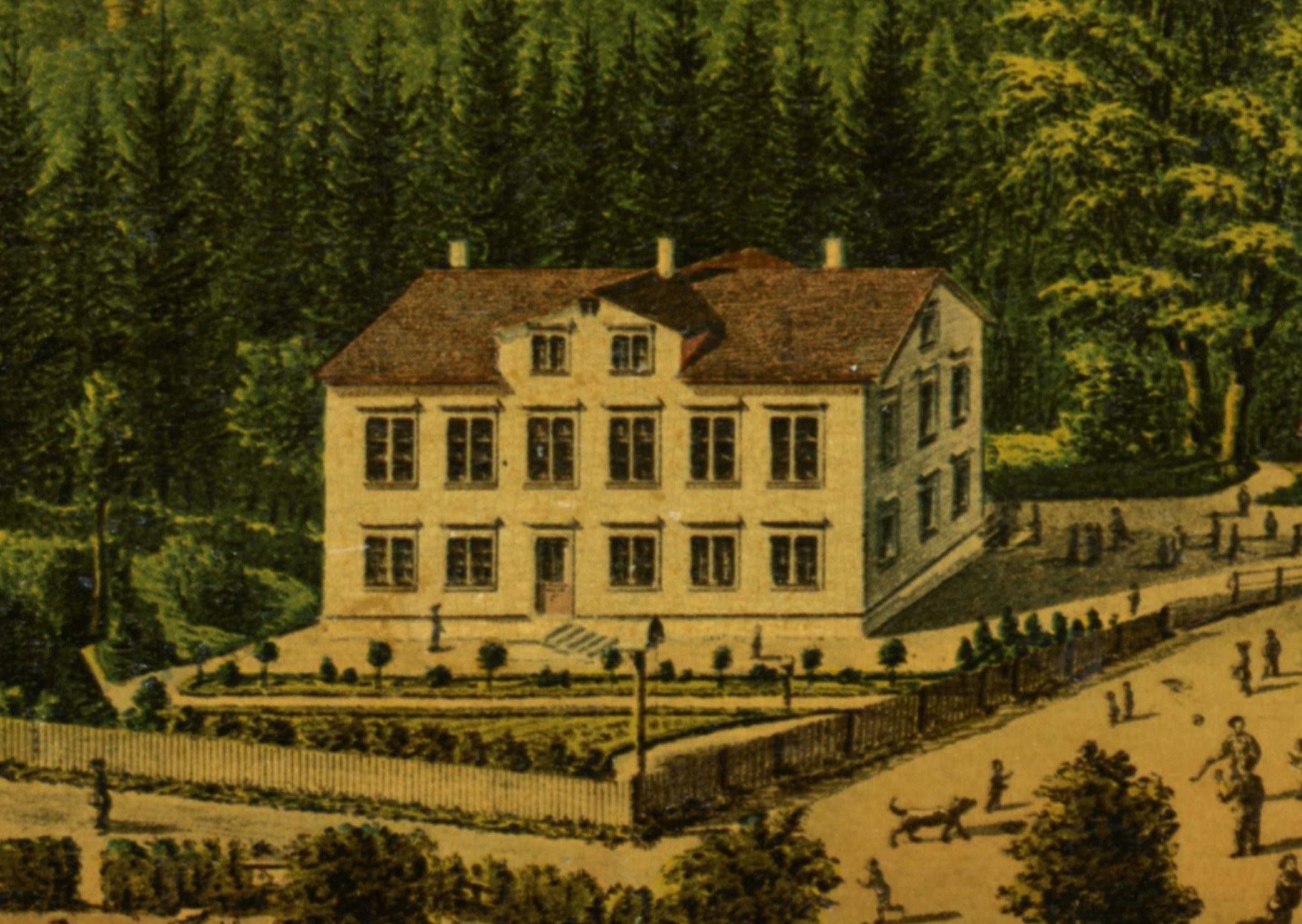
1890: Das «Studium» der Kantonsschule
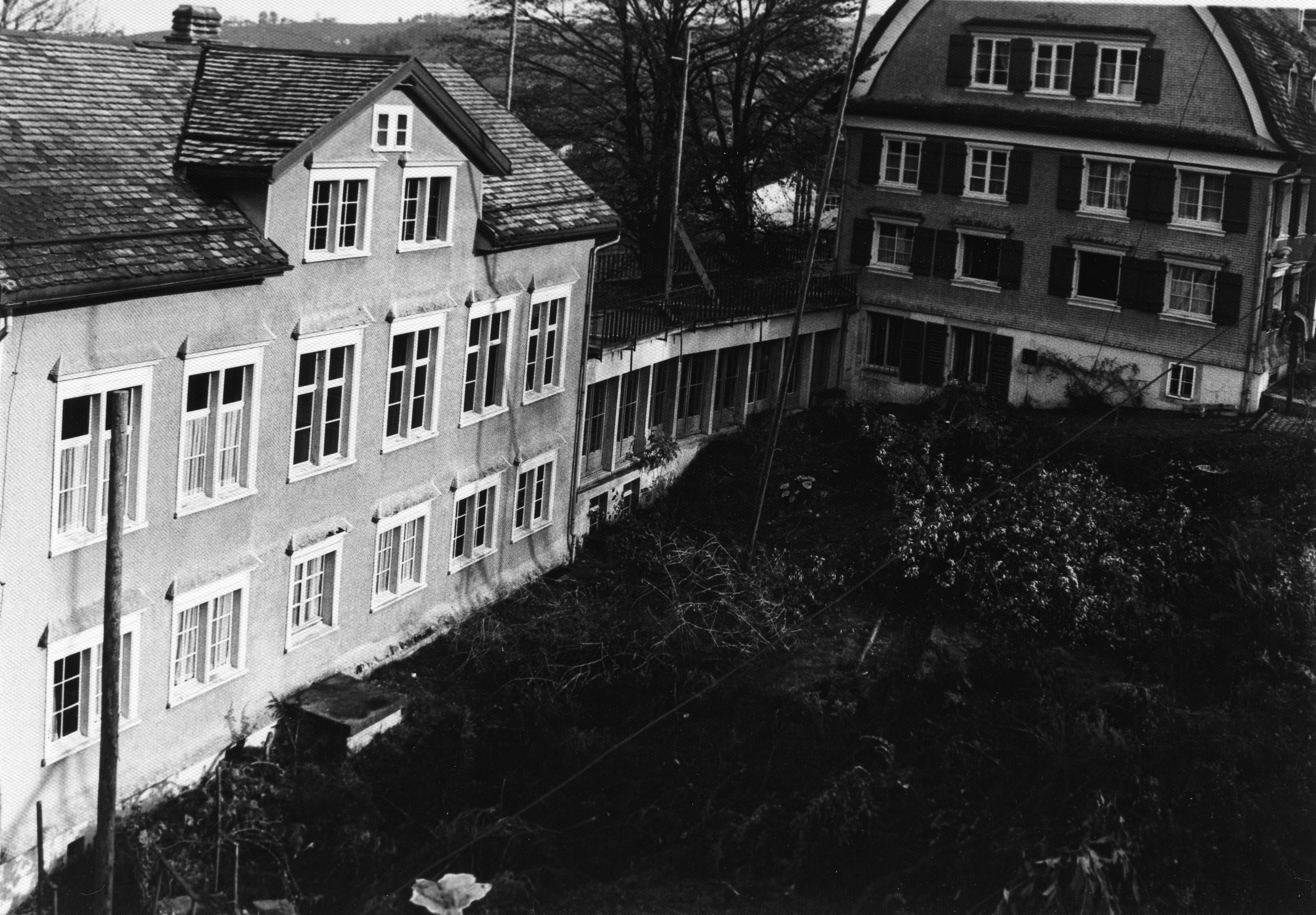
1977: «Studium» mit dem Alten Konvikt (rechts)
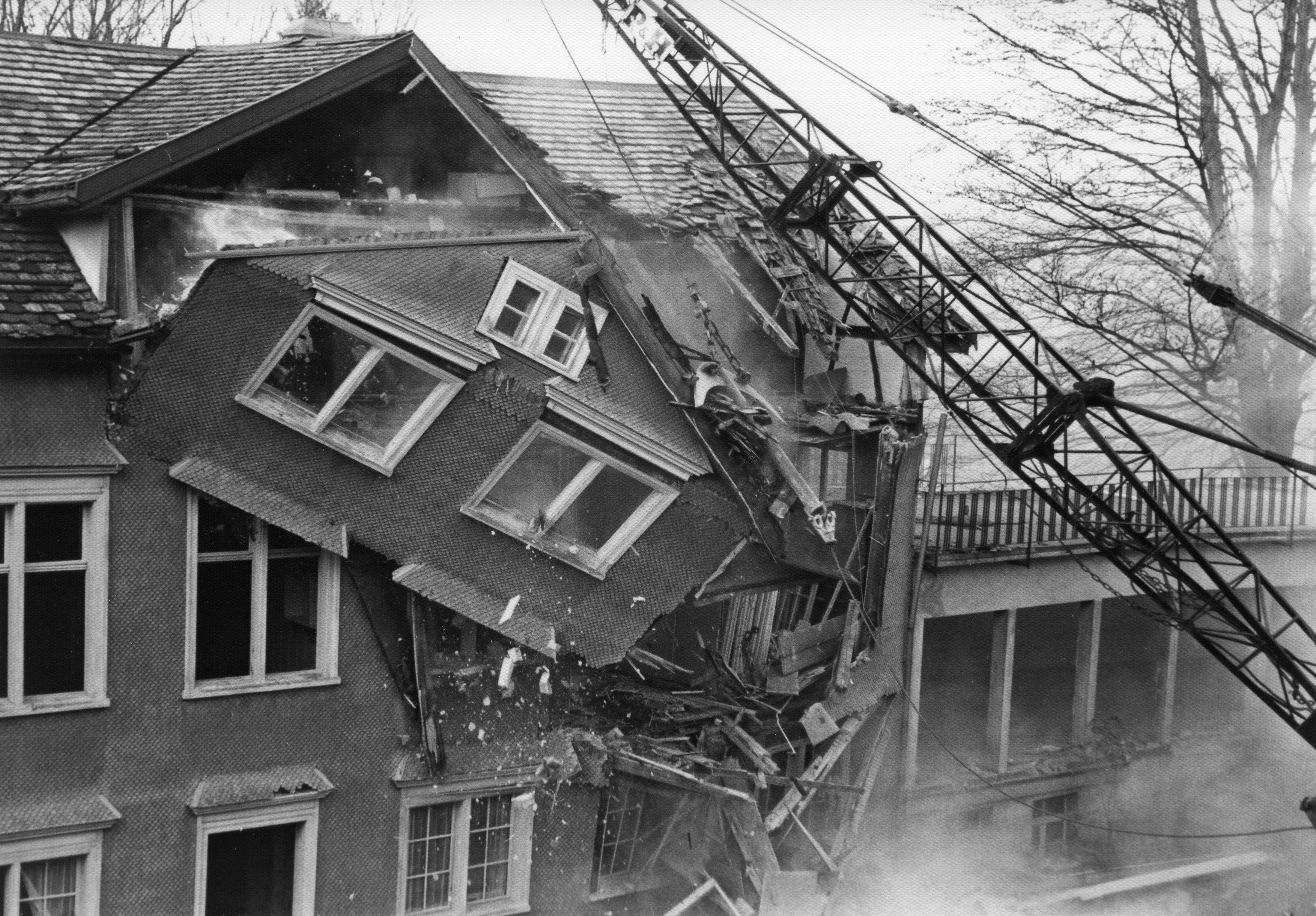
1977: Abbruch des 1886 erbauten «Studiums»
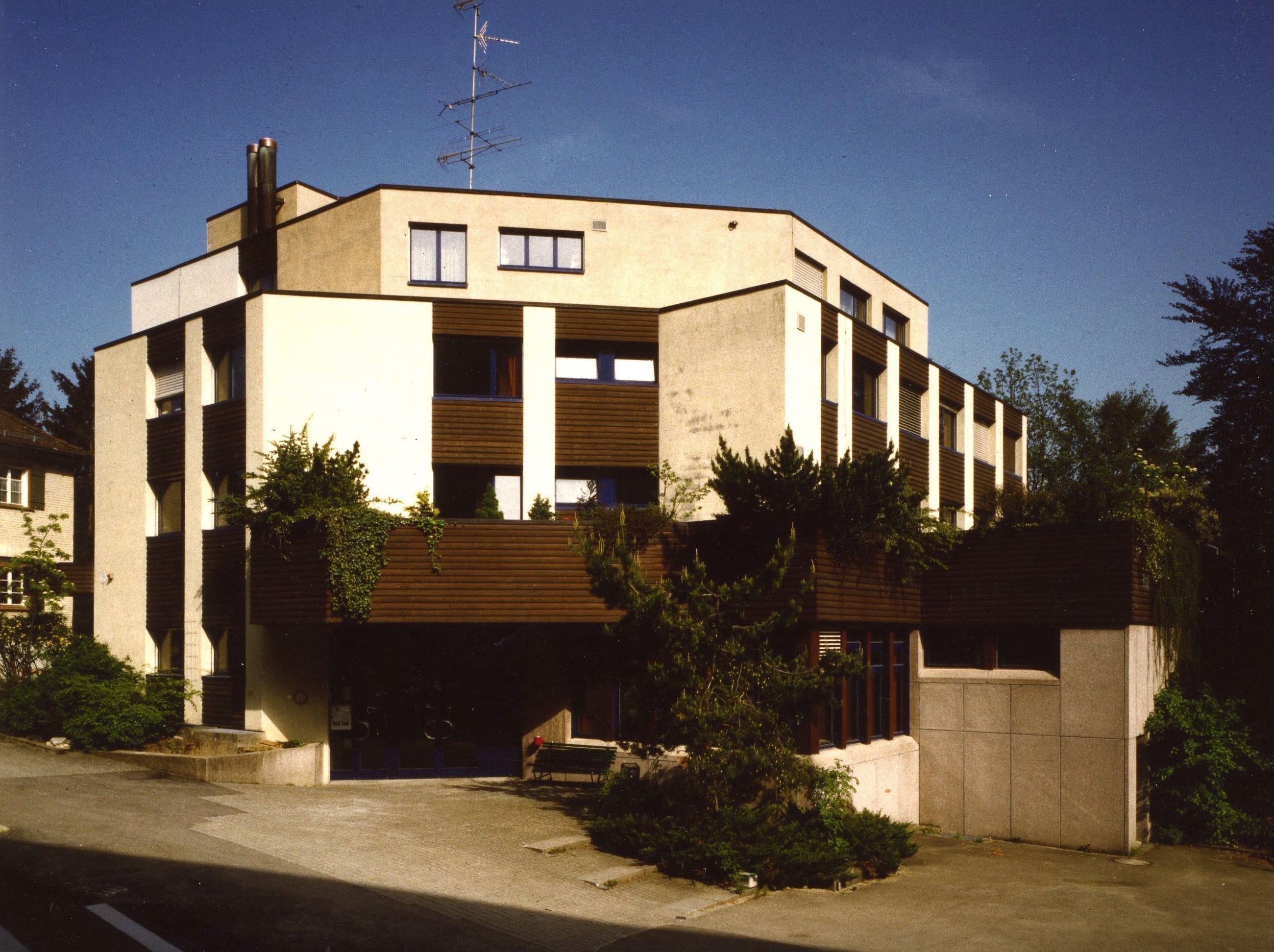
1979: Neues Knabenkonvikt mit Mensa und Aula
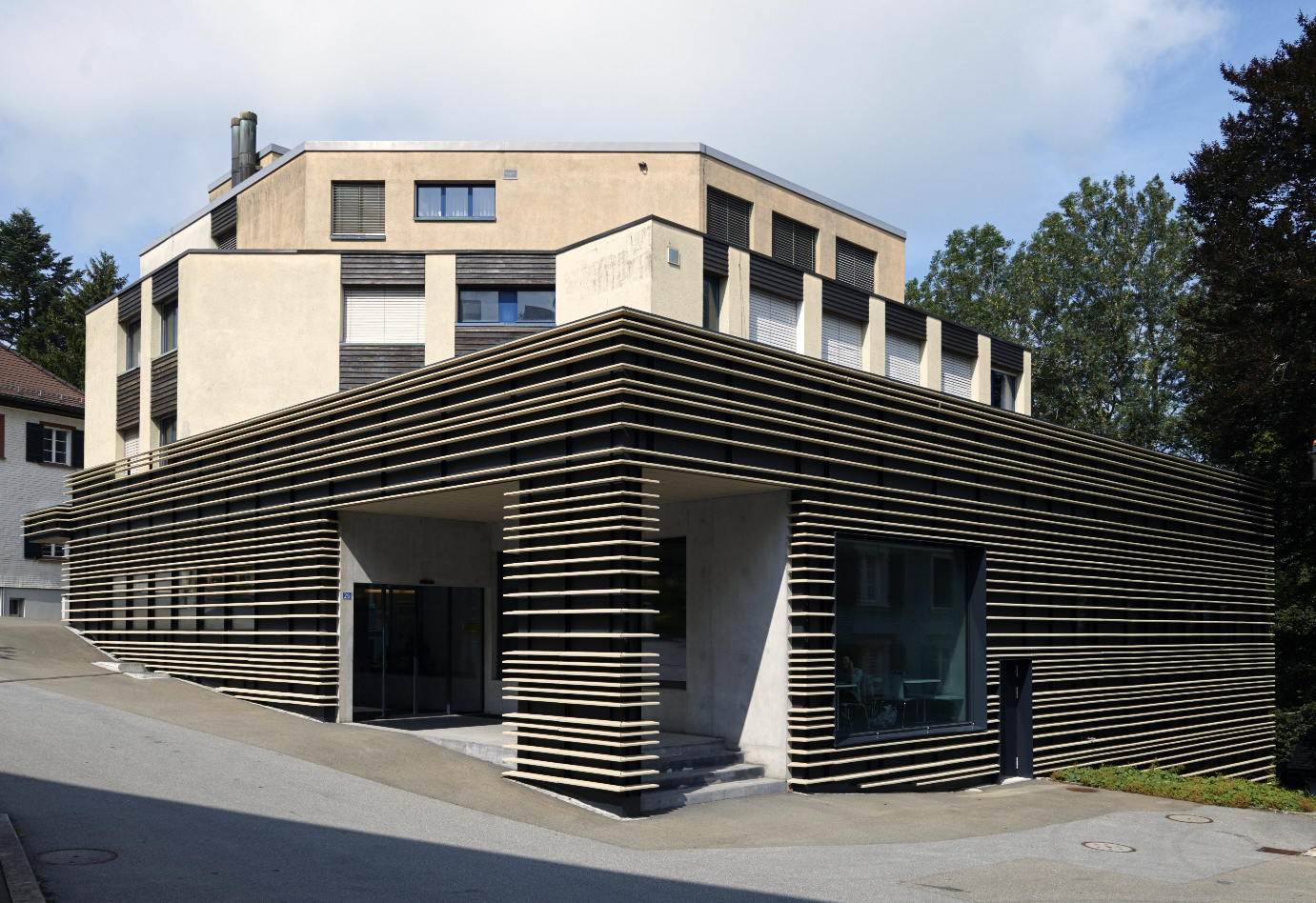
2012: Nach der ersten Umbauphase

### Sporthalle
1983 musste eine Planungskommission eingesetzt werden, um die Turnhallenfrage zu klären. Dabei stellte es sich heraus, dass ein Raumkonzept über die ganze Kantonsschule erstellt werden musste. Das erstellte Konzept sah neben der neuen Sporthalle auch eine Erweiterung der bestehenden Anlage vor. Vorerst konnte die von Piet Kempter projektierte Turnhalle mit Aussenanlage im Frühjahr 1989 bezogen werden. Über dem Betonskelettbau mit hellblauer Eternitfassade trägt das Holzfachwerk ein leicht wirkendes Metalldach. Ein verglastes, über die ganze Halle reichendes Oberlicht trägt zur optimalen Ausleuchtung bei. Der zentrale Eingang mit seinem Vordach sowie die Aufteilung der Stirnfassade zeigen Architekturelemente der postmodernen Planungszeit.

### «Pharos»
1989 wurde der Pavillon westlich des Roten Schulhauses gebaut. Mit diesem mittelfristigen Schulraumprovisorium des Architekturbüros Schläpfer & Schweizer sollte, einmal mehr, der herrschenden Raumnot entgegengewirkt werden. Entsprechend seinem Nutzungsziel ist er als Elementbau in Holz konstruiert und auf kleine Einzelfundamente gestellt. Der Bau beherbergt ein grosses Zimmer, das als Lernbereich für mehrere Klassen dient. 2014 wurde das Gebäude im Rahmen einer Renovierung in «Pharos» umbenannt.

### «Arche»

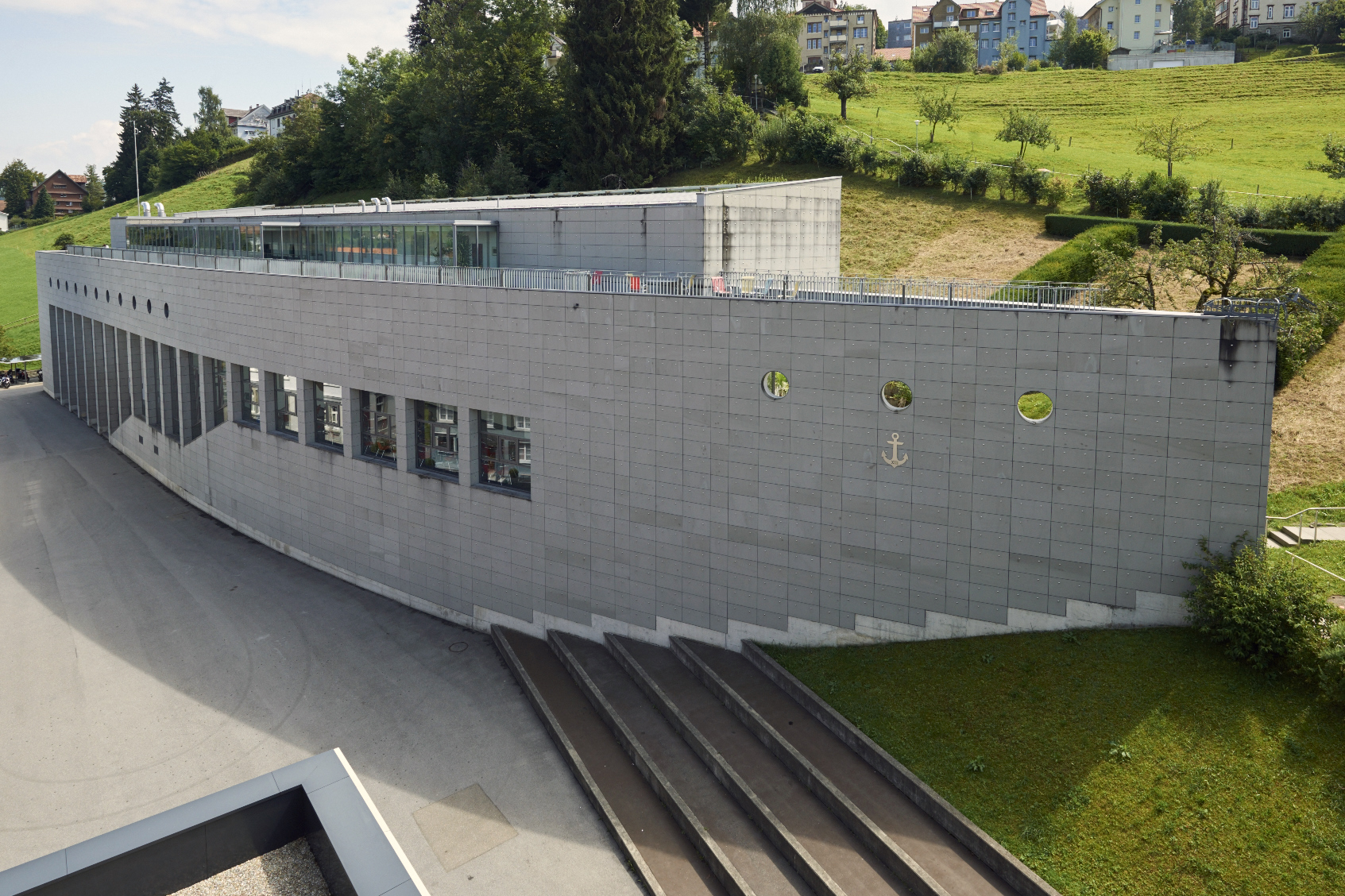
Die «Arche» am Nordhang

Von 1993 bis 1995 fanden die Bauarbeiten für das bislang grösste Bauprojekt an der KST statt: die «Arche». 1992 von der Landsgemeinde bewilligt, übernahm das Architekturbüro Loesch Isoz Benz die Planung und Ausführung des viergeschossigen Gebäudes, das sich an den nördlichen Hang von Trogen schmiegt. Der grosse Baukörper gegenüber den beiden Schulgebäuden aus der Gründerzeit fasst die Einzelbauten zu einem einheitlichen Ganzen zusammen und gibt der Kantonsschulanlage ein städtisches Gepräge. Das Gebäude interpretiert mit der gebogenen Fassade den gleichlaufenden, steilen Nordhang und stellt zugleich den Bug eines grossen Schiffes dar. Dieser Eindruck wird noch verstärkt durch die runden Fenster in Form von Bullaugen und einem spitz zulaufenden „Bug“, der sich gegen Westen durch die „Wellen“ des Treppenaufgangs pflügt. Alle Klassenzimmer sind nach Süden orientiert, die temperaturempfindlichen Musikzimmer nach Norden gerichtet. Die Konstruktion ist entsprechend der gekrümmten Formgebung mit Betonwänden und -decken ausgebildet. Die Fassadenverkleidung mit Sandsteinplatten nimmt Bezug auf die Steinpaläste der Gründerfamilie Zellweger am Dorfplatz. Vierundzwanzig Erdsonden bringen die Erdwärme als Heizenergie in den Fernwärmeverbund für sechs Kantonsschulhäuser. Wie schon beim Bau des «Annex», so wurde auch hier der Neubau kritisiert. So schrieb ein ehemaliger Schüler an den Rektor: «Am 15. September 94 hat unser Jahrgang 1938 in Trogen Klassenzusammenkunft gehalten - auf den Tag genau 50 Jahre nach unserer Maturität - und dabei nicht nur Erinnerungen aufgefrischt, sondern auch die Gräber der alten Professoren und nicht zuletzt die Schulhäuser besucht. Aber welch ein Schreck: die “Arche” thront wie ein Klotz vor dem Abhang und erdrückt optisch und vom Kubus her das Alte Schulhaus wie das Konvikt [...], weil die Abstände viel zu kurz sind. Man hätte den Bau entweder stärker in den Hang hinein versetzen oder mehr nach Osten verschieben müssen, und klare Proportionen zu erhalten. [...] So aber wird der Eindruck erweckt, der Hauptbahnhof Trogen sei zur Kantonsschule hinabgerutscht und der TGV werde demnächst Einzug halten ...»

### Aula
Als letzter Neubau konnte 2001 die Aula, ebenfalls durch das Architektenbüro Loesch Isoz Benz, eingeweiht werden. Das Mehrzweckgebäude nimmt mit seiner ebenfalls gebogenen Südfassade die Formsprache der übergeordneten Nordfassade der Arche auf, was die beiden Volumen miteinander verbindet. Die stockwerkübergreifende Verglasung gibt einen Blick auf das Foyer im Erdgeschoss und die Mediathek im Obergeschoss frei. Der Saalteil ist mit Holzträgern konstruiert, und das Flachdach kann dank der Begrünung eine Regenwasserretention bewirken. Das Gebäude zeigt gleich seinen Vorgängern exemplarisch, wie jedes Bauwerk in Konstruktion und Architektur immer auch ein Ausdruck seiner Zeit ist. Die erneuerte und erweiterte Gesamtanlage bildet mit ihren zeittypischen Einzelbauten ein architekturgeschichtliches Abbild der Entstehungs- und Entwicklungsgeschichte der Kantonsschule Trogen.

## Konvikte und Dorfpensionen
Um die vielen auswärtigen Schüler unterzubringen, entstanden von Beginn an etliche Unterkünfte für die Lernenden. Die Ära der Konvikte und Pensionen ging jedoch unter Rektor Ernst Kuhn (1971–1985) zu Ende, als Trogen in der zweiten Hälfte des 20. Jahrhunderts durch neu ausgebaute Verkehrsverbindungen (z. B. Postautokurs Herisau – Trogen, 1974) immer besser erreichbar wurde und auch die Zahl der ausserkantonalen Schüler, infolge neuer Kantonsschulen, stark zurückging. Diejenigen Schüler, welche ehemals am Schulort logierten, fehlten oder kehrten nun nach Schulschluss nach Hause zurück. War die KST zuvor eine Art Internatsschule mit sehr vielen von auswärts kommenden Schülern gewesen, welche in Lehrer- und Privatpensionen oder im Konvikt wohnten, so entwickelte sie sich zur «Mittelschule der Ausserrhoder». Eine weitere Auswirkung war schliesslich, dass die frühere Identifikation mit dem Schulort Trogen durch die neuen Tagespendler nicht mehr im gleichen Masse stattfand.

### Knabenkonvikt

Schlafsaal im „Pensionat“, ca. 1897

Als 1821 die Kantonsschule ihren Betrieb aufnahm, waren im Dachgeschoss des Alten Konvikts bereits Schlafräume für Schüler eingerichtet. Bis 1907 war das „Institut“ oder „Pensionat“ weitgehend ein Privatunternehmen des jeweiligen Direktors gewesen. Danach wurde es vom Kanton zum „Staatlichen Konvikt“ umbenennt und die Stelle eines Konviktleiters eingeführt. Diese waren in der Regel auch Lehrer an der KST. Das alte Knabenkonvikt beherbergte in seinen besten Zeiten über 50 Schüler, welche die drei Hauptmahlzeiten gemeinsam im Speisezimmer einnahmen. Neben den Hausangestellten (Köchin, Dienstmädchen, Knecht) gehörte auch noch ein Viehstand zum Konvikt: Im Parterre des Olymp mästete man Schweine, die einen wichtigen Einnahmeposten für das Konvikt bildeten. Als 1967 der Soziologe René Riesen in seinem Gutachten zum Schluss kam, dass die Kantonsschule ohne Pensionäre und Pendler als staatliche Mittelschule nicht lebensfähig sei, wurde das Neue Knabenkonvikt mit der Mensa gebaut und löste 1979 das Alte Konvikt ab. In den späten 1980er-Jahren waren die Belegungszahlen jedoch kontinuierlich zurückgegangen: Die Verkehrsverbindungen hatten sich stark verbessert, und der Schulbesuch war aus den meisten Gemeinden des Kantons auch ohne Konvikt möglich geworden. Zudem war die Zahl der ausserkantonalen Schüler rückläufig. Aus diesen Gründen wurden 1996 auch die Schülerinnen aus dem Mädchenkonvikt im Knabenkonvikt aufgenommen. Im August 2003 wurde das Knabenkonvikt schliesslich ganz geschlossen.

### Mädchenkonvikt
Seit der Gründung der KST sollten beinahe 150 Jahre vergehen, bis die Schule auch ein eigenes Mädchenkonvikt hatte. Im Jahre 1958 erwarb der Kantonschulverein der ehemaligen Schüler (KVT) das für Anna und Conrad Zellweger-Rechsteiner um 1650 erbaute Fabrikantenhaus am Trogener Dorfplatz. Dieses konnte schliesslich 1968 unter der KVT-Präsidentschaft von Elisabeth Pletscher eröffnet werden. Die Anmeldungen waren so zahlreich, dass von Beginn an mit einem voll besetzten Haus gestartet werden konnte. In den kommenden 28 Jahren, in denen im Mädchenkonvikt Schülerinnen der KST wohnten und sich verpflegten, wurde das Haus von vier Konviktleiterinnen geführt. Gegen Ende der 1980er-Jahre wurde ein erster Rückgang an Bewohnerinnen verzeichnet; derselbe Rückgang an Schülern konnte damals auch im Knabenkonvikt beobachtet werden. Aus wirtschaftlichen Gründen hob man deshalb das Mädchenkonvikt im Sommer 1996 auf und legte es mit dem Knabenkonvikt zusammen, bis dieses sieben Jahre später ganz geschlossen wurde. Seit 2013 ist das Haus Bestandteil der «Stiftung Kantonsschule Trogen». Im folgenden Jahr wurden die Wohnungen renoviert, um als KST-Wohngemeinschaft Interessierten (z. B. Sport- und Austauschschüler der KST) eine Wohnmöglichkeit in unmittelbarer Nähe zum Campus zu geben.
→ Detailliertes Kapitel: Entstehung des Mädchenkonvikts

### Privatpensionen

Trogen und die Kantonsschule. Postkarte von Carl Künzli-Tobler, 1898

Sehr lange Zeit war das Dorf Trogen von der Kantonsschule geprägt. Die meisten Schüler mussten während der Schulzeit im Dorf wohnen, da die öffentlichen Verkehrsmittel noch unterentwickelt waren. Schülern, die im Kanton wohnten, war in der Regel das Konvikt vorbehalten. Dessen Kapazität reichte jedoch nicht aus, und so kam es, dass die meisten Kantonsschullehrer mit ihren Frauen ein Pensionat eröffneten, um Schülern eine Unterkunft anzubieten. Der Hauptgrund waren allerdings die bescheidenen Gehälter, welche die meisten Lehrer zu diesem Schritt zwangen. So schrieb der damalige Physiklehrer Arnold Rothenberger 1920: «Wir möchten ferner in der Eingabe an unsere Behörde betont wissen, dass wir darauf bestehen müssen, dass man endlich einmal die Kantonsschullehrer in Trogen so entschädigt, dass sie ohne wesentlichen Nebenverdienst auskommen können. [...] Wir wissen alle, dass man im Volk das Anwachsen der Pensionate, welchen ja der Staat selber gerufen hat mit den ungenügenden Lehrergehältern, nicht gerne sieht. Wie anerkennen voll und ganz die Notwendigkeit der Pensionate und ihre segensreiche Rückwirkung auf die Schule, halten es aber doch für einen ungesunden Zustand, dass ein Kantonsschullehrer nur dann eine genügende Existenz finden kann, wenn er ein Pensionat eröffnet, und dass es geradezu unmöglich ist für einen Kantonsschullehrer, sich nur der Schule zu widmen.» Und im ersten Jahresbericht des KVT 1923 war zu lesen: «Die Besoldungen der Lehrer sind bescheiden, ausser den mit Ordensgeistlichen arbeitenden; die Ansätze sind das Mindestmass dessen, was einem Manne mit akademischer Vorbildung, also auch später Erwerbsmöglichkeiten, geboten werden darf. [...] Dennoch arbeitet die Lehrerschaft mit Hingabe und wahrlich keinem kleinen Idealismus. Es ist schon wiederholt vorgekommen, dass Lehrer erheblich besser bezahlte Berufungen ablehnten, weil sie die menschlich schönen Verhältnisse zu Kollegen und Schülern nicht preisgeben wollten nur wegen finanzieller Besserstellung.» Aber auch etliche Privatfamilien aus Trogen eröffneten eine Pension, um sich in den schwierigen Zeiten einen Zusatzverdienst zu sichern. Die Privatpensionen bildeten somit einen nicht zu unterschätzenden wirtschaftlichen Faktor, so dass im 20. Jahrhundert 49 Pensionen Platz für beinahe 260 Schülerinnen und Schüler boten. Ab Mitte der 1970er-Jahre endete dann auch die Ära der Familienpensionen.
→ Detailliertes Kapitel: Pensionat Wildi

## Kultur

### Musik

Erstes Schulorchester der Kantonsschule Trogen, um 1900
(mittlere Reihe, 2.v.l.: Julius Ammann)

Musik hatte an der Kantonsschule Trogen schon sehr früh einen hohen Stellenwert. Seit der Gründung der Schule wurde Chorgesang unterrichtet. Der Instrumentalunterricht entwickelte sich um die Wende zum 20. Jahrhundert aus der Hausmusik des Knabenkonvikts (bis 1907 „Pensionat“): Einzelne Schüler lernten Instrumente spielen und musizierten so zusammen. An der Schlussfeier 1901 wirkte dieses kleine Hausorchester zum ersten Mal mit. Aus dieser Zeit stammt die Fotografie, die das Orchester mit seinem Leiter, Musikdirektor Bergmann (rechts stehend) zeigt. Rechts des Schuldirektors Theodor Wiget am Cello erkennt man den späteren Dichter Julius Ammann. 1915 schliesslich entstand daraus das offizielle Kantonsschulorchester, das an den jährlichen Schlussfeiern und Schülerabenden so zum festen kulturellen Bestandteil wurde. Von 1913 bis 1929 erteilte Carl Aeschbacher Gesangsunterricht und leitete zugleich das Schulorchester und den Gemischten Chor. 1918 erboste sich allerdings der Schweizerisch Musikpädagogische Verband brieflich über Aeschbacher: «Geehrter Herr! Ich kenne dem Namen nach eine Schulliedersammlung von C. Aeschbacher in Trogen, die vorzugsweise Appenzellerlieder enthalten soll. [...] Ihr Herr Kollege scheint sich aber von Schulgesangsmethodik sonderbare Begriffe zu machen, wenn er jodeln lassen will, denn ein ausgesuchteres Material um die jungen Stimmen kaputt zu machen, könnte er sich wahrhaftig nicht wünschen! So einem “Pädagogen” sollte man den Gesangsunterricht entziehen. Sagen Sie ihm das bitte ungeniert.»
Bis zur Mitte des 20. Jahrhunderts war es zur Tradition geworden, Ende Juni im Kronensaal von Trogen einen Orchesterabend durchzuführen. Hier wurden vor allem Kammermusikwerke aufgeführt und danach getanzt. Die Schlussfeiern finden seit damals jeweils in der Kirche Trogen statt. Zu den musikalischen Höhepunkten der Orchester- und Chordarbietungen der KST zählen die Eigenkompositionen für die Hundertjahrfeier, die 1971 aufgeführte Jubiläums-Kantate zum 150-jährigen Bestehen oder die Kantate zur Einweihung der Arche, die 1995 ihre Premiere hatte. Seither hat sich die Musikabteilung der Kantonsschule stark entwickelt und ist mit über 200 Lernenden im Instrumentalunterricht eines der Aushängeschilder der Schule. Vor allem im Bereich Musiktheater wurden grosse Projekte realisiert mit Werken wie der West Side Story, Carmina Burana, Orfeo oder der Zauberflöte im Jahr 2015. So besteht das intensive musikalische Leben der Schule aus wöchentlichen Proben diverser Bands, Kantichor, Kantiorchester und Kammermusikensembles sowie vielen öffentlichen Konzerten.
Ausschnitt aus der Kantate zur Einweihung der Archeⓘ

### Theater

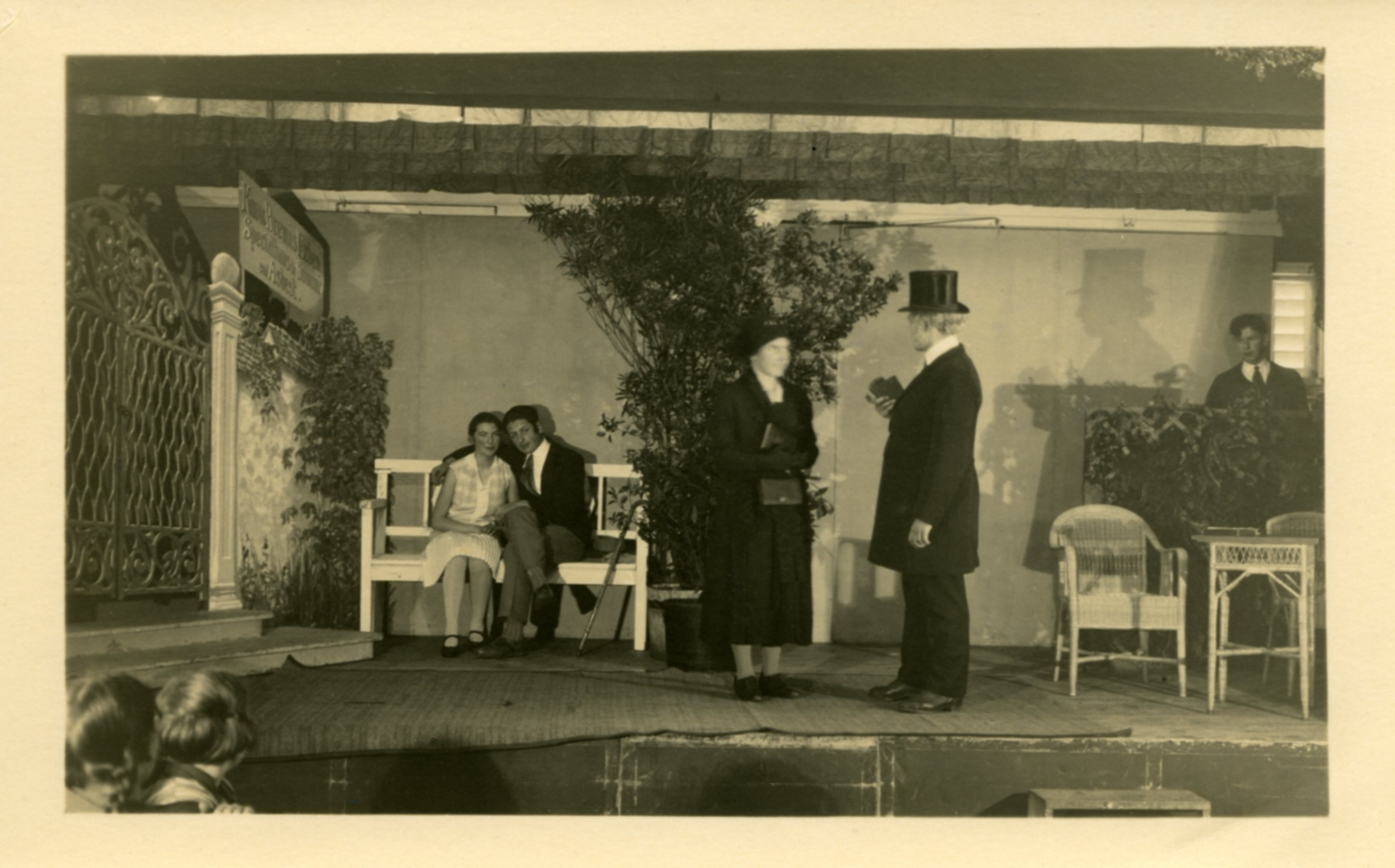
Theater am Schülerabend, 1928
(auf der Bank: Rolf Liebermann)

Dass an der KST Theater gespielt wird, entspricht einer langen Tradition: 1911 wagte die Lehrerschaft (auf den Vorschlag von Rektor Ernst Wildi hin, einen jährlichen Schülerabend zu organisieren) den Versuch einer grösseren Theateraufführung. Einstudiert wurde ein Stück über Andreas Hofer, in dessen Zwischenakten auch das Kantonsschulorchester spielte. Ermuntert durch den unerwarteten Erfolg, entschloss man sich, neben dem Schlussabend vor allem am neu eingeführten Schülerabend mit seinem Theaterstück festzuhalten. In der zweiten Hälfte des 20. Jahrhunderts existierte sogar ein eigenes Theaterunternehmen: Das Kellertheater der Kantonsschule Trogen, welches vom Deutschlehrer Gerhard Falkner gegründet und geleitet wurde. Falkner war von 1961 bis 1999 an der KST tätig und hatte in dieser Zeit bei über 40 Produktionen Regie geführt, darunter auch eigene, experimentelle, in Kombination mit Musik, mit Tanz oder im Zusammenspiel mit dem Dorf Trogen: Die beiden Kantaten zum hundertfünfzigjährigen Bestehen der Kantonsschule Trogen (1971) und «Die Ausfahrt der Arche» zur Einweihung des Schulhausneubaus «Arche» (1995) oder die Inszenierung Jedermann (1982). Heute bietet der als Freifach angebotene Theaterkurs allen Schülerinnen und Schülern der KST die Möglichkeit, Theater nicht nur literarisch oder theoretisch, sondern auch praktisch kennenzulernen. So wird jedes Jahr ein Aufführungsprojekt erarbeitet, das den Bedürfnissen und Bedingungen der KST und ihren Mitwirkenden entspricht. So wurden zum Beispiel in den letzten Jahren Schillers Räuber oder Brechts Dreigroschenoper inszeniert. In Zusammenarbeit mit Chor und Orchester entstanden zudem grosse Musiktheaterereignisse (siehe Musik). Die Theatergruppe der KST wurde mit ihren letzten neun Projekten unter anderem vom Jungen Schauspielhaus Zürich für die Mitwirkung an seinem im Schiffbau stattfindenden Schultheatertreffen nominiert und zu verschiedenen Theatertreffen eingeladen. Sie war mit einem eigenen Kinofilm in den Regionalkinos und trat an zahlreichen speziellen Spielorten, zum Beispiel in der Lokremise Heiden, auf.

### Kunst

Installation Kanu von Roman Signer, 1991

Ein Rundgang durch den Campus der Kantonsschule Trogen zeigt ein reiches, über Jahrzehnte gewachsenes Repertoire an Kunstbeispielen. Es finden sich unter anderem Werke von Wilhelm Meier, Hans-Ruedi Fricker und Roman Signer. Letzterer installierte nach einem Wettbewerb von 1991 zur «Gestaltung der Aussenräume der Sporthalle» auf dem neuen Sportplatz ein rotes Kanu, das sich (über ein Drahtseil und Umlenkrollen) parallel zur 100-m-Rennbahn 27 cm im Tag bewegt und so 1 Jahr für die ganze Strecke braucht. 1994 erwähnte Rektor Willi Eugster an der Kanu-Vernissage unter anderem: «Das Kunstwerk von Signer [...] sucht die geistige Auseinandersetzung. Es ist eine Auseinandersetzung mit dem Zeitgeist, in diesem Falle mit dem Keine-Zeit-haben. Neben der Schnelllaufbahn, nicht auf ihr, bewegt sich ein Kajak, ein Boot, das Zeit hat. Es hat viel Zeit und wendet sich damit gegen den Zeitgeist.» Mit einem weiteren Projekt zur «Künstlerischen Gestaltung der Aussenräume an der KST» trug man 1992 der Kunst im öffentlichen Raum nochmals Rechnung: Noch vor Baubeginn der «Arche» wurde Künstlern im Rahmen eines Wettbewerbes die Möglichkeit geboten, ein Projekt zu entwickeln. 1993 wählte ein Gremium drei Arbeiten aus, welche bis zur Einweihung der «Arche» realisiert wurden und heute einen Teil des Schulalltags bilden. Nachdem im Jahre 2001 die Broschüre «Kunst & Architektur an der Kantonsschule Trogen AR» einen kleinen Teil der Werke an der KST versammelt hatte, wurden im Frühjahr 2017 sämtliche Kunstwerke (darunter Holzschnitte, Aquarelle, Intarsien, Druckgrafiken, Lithografien und Ölgemälde), welche im Besitz der Kantonsschule sind, systematisch erfasst und katalogisiert.

### Mediathek

Aula-Gebäude mit Mediathek im ersten Stock

Schon im Jahre 1820 hatte ein Herr Ulrich Reich von Trogen, wohnhaft in Paris, fünf Jahre lang jährlich 150 Franken «zum Gedeihen des Institutes» zugesagt. Diese Spende wurde schliesslich zur Gründung der «Institutionsbibliothek» verwendet. Danach erweiterte man den Bestand durch jährliche Beiträge von Schülern sowie durch Gönner-Geschenke in Form von Jugendbüchern und wissenschaftlichen Werken, da die finanziellen Verhältnisse jahrzehntelang keine offiziellen Anschaffungen gestatteten. Bis Mitte der 1960er-Jahre führte die Büchersammlung der KST ein «Schattendasein», als der Lehrerkonvent beschloss, dass ein Zimmer im «Alten Schulhaus» offiziell zur Bibliothek der Kantonsschule ernennt werden soll. Wegen der wachsenden Schulraumnot wurde das Bibliothekszimmer aber schon bald zunehmend als Klavierzimmer zweckentfremdet. Zudem waren die meisten Bücher in Schränken eingeschlossen, lediglich mit einem kleinen Bestand an Jugendbüchern wurde im «Alten Konvikt» eine Leseecke eingerichtet. Für diese unbefriedigende Lösung zeichnete sich allerdings eine praktische Lösung ab: Als der «Annex» 1988 aufgestockt wurde, bekam die Bibliothek unter dem neuen Walmdach einen prominenten Platz und stellte in der Folge vom Zettelkatalog auf Computersystem und Dezimalklassifikation um. 1998 begann man mit dem Neubau des Mehrzweckgebäudes samt Aula. Der damalige Rektor Willi Eugster drängte darauf, die Bibliothek in das neue Gebäude zu verlegen: Bereits ein Jahr vor dem ersten Spatenstich meldete er, Bezug nehmend auf eine Bedürfnisanalyse des Kantons: «Der Raum für die Schulbibliothek ist zu klein. Die Bibliothek sollte mindestens doppelt so viel Grundfläche beanspruchen können. Ihr Ausbau zu einer Mediothek ist zu fördern. Damit die weitergehenden Vorstellungen von selbständigem und selbstverantwortetem Arbeiten realisiert werden können, müssen entsprechend geeignete Arbeitsräume und Einrichtungen zur Verfügung stehen. Das «Bundesamt für Industrie, Gewerbe und Arbeit» bemängelte schon 1990 die zu kleine Grundfläche. Eine Bibliothek/Mediothek für unsere Schule müsste eine Grundfläche von 250–300 m² aufweisen. […] Für die Mediothek ist im neuen Mehrzweckgebäude Platz zu schaffen.» Als Folge davon änderte die Bauleitung ihr Konzept und integrierte im ersten Stock den Einbau einer modernen Mediathek, welche seit der Eröffnung des Aula-Gebäudes im Jahr 2001 Medien (aktuell rund 25'000) für Studium und Freizeit für alle Lernenden und Angestellten anbietet.

### Archiv
Eine Besonderheit ist das schuleigene Archiv der KST, das seit 2014 den umfangreichen Bestand, der sich seit 1821 angesammelt hat, sichert und verzeichnet. Unter den zahlreichen Archivalien befinden sich neben Handschriften und Korrespondenzen auch Glasplatten, Fotos, 16-mm-Filme, Kunstwerke und Objekte wie Kadettengewehre oder Epidiaskope, welche im Kulturgüter-Schutzraum der KST eingelagert sind.

## Vereine
Schülervereinigungen spielten an der KST lange Zeit eine wichtige Rolle. Im Laufe der Jahrzehnte entstanden, teilweise dem Zeitgeist entsprechend, neue Vereine, die auch wieder verschwanden. So gab es an der Schule unter anderem einen Abstinentenverein (Hilaritas Trogensis), einen Stenographenverein (SVT), einen Skiclub (SCT), einen Kantonsschulturnverein (KTV, als Farbentragende Studentenverbindung organisiert), einen Diskussionsclub (DCT), eine Bibelgruppe (BGT), einen Computerclub (CCT) und von 1967 bis 2003 eine weitere Studentenverbindung (Comitia Trogensis). Nach wie vor aktiv ist die Schülerorganisation (SOT). Drei Vereine jedoch verdienen eine genauere Betrachtung: Der KVT, der Segelflugverein «Albatros» und das Kadettenkorps Trogen.

### KVT

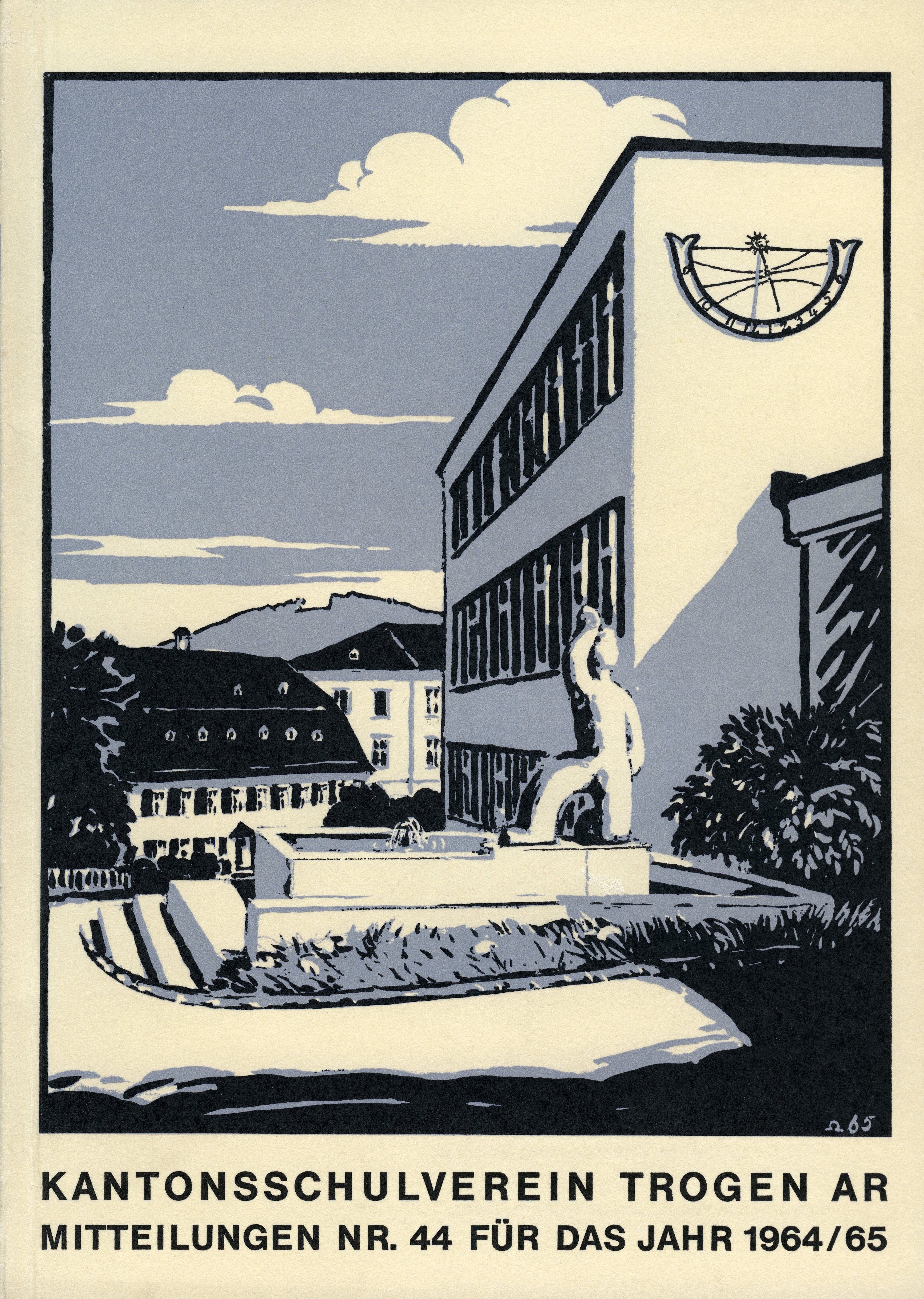
«KVT-Mitteilungen» Nr. 44. Cover von Otto Schmid

Der Kantonsschulverein Trogen (KVT) entstand 1921 anlässlich der 100-Jahr-Feier der KST und entsprach dem Bedürfnis Ehemaliger und Freunde der Schule, sich nicht aus den Augen zu verlieren. Ziel des Vereins war und ist es, sich untereinander zu vernetzen und die Kantonsschule Trogen zu unterstützen. So half der KVT zum Beispiel 1927 finanziell bei der Unterkellerung der alten Turnhalle aus oder 1962 mit der Schenkung der Sonnenuhr an der Westfassade des «Annex»-Neubaus. 1958 kaufte der KVT das älteste Haus am Landsgemeindeplatz in Trogen, das 1650 für den Landesstatthalter Conrad Zellweger-Rechsteiner erbaut worden war, und ermöglichte so von 1968 bis 1996 den Betrieb des Mädchenpensionates der KST. Der Kantonsschulverein informierte seine Mitglieder seit seiner Gründung mit den «KVT-Mitteilungen», einem gedruckten Jahresbericht, über die Aktivitäten der Schule und mit Texten der Ehemaligen aus aller Welt. Bis 1965 gestaltete Otto Schmid, der von 1922 bis 1956 Zeichnungslehrer an der KST war, die meisten Titelbilder der jährlichen Publikation mit Motiven rund um die Schule. Im Schuljahr 2007/08 wurden die «KVT-Mitteilungen» mit den «KST-Jahresberichten» zusammengeführt und erscheinen seither nicht mehr einzeln. Der KVT engagiert sich heute unter anderem vermehrt in der Organisation von Klassentreffen und Veranstaltungen an der Kantonsschule und hat über 1100 Mitglieder, die sich auch über die KVT-Website informieren können.

### «Albatros»
Eine absolute Besonderheit stellt der Verein «Albatros» dar. Es war einer der ersten schweizerischen Segelflugvereine, der zudem von Schülern der KST betrieben wurde. Es begann damit, dass der Kantonsschüler Helmut Berg einen Vortrag über einen besuchten Segelflugkurs hielt. Daraufhin gründete Berg 1928 mit mehreren Schülern die Segelfluggruppe «Albatros». Der damalige Rektor Ernst Wildi war den ehrgeizigen Plänen der Jungflieger wohlgesinnt und förderte diese. So begannen sie mit dem Bau des ersten Hängegleiters nach Plänen eines Flugtechnikers. Um die Materialien für das Segelflugzeug zu finanzieren, wurden öffentliche Veranstaltungen mit Vorträgen von bekannten Flugpionieren (die auf ein Honorar verzichteten) organisiert; der erste war Walter Mittelholzer. Bereits im Oktober 1928 wurde das erste Flugzeug, genannt «Kauz», auf den Hirschberg bei Gais transportiert und mit der Flugschulung begonnen. 1929 flog Helmut Berg in viereinhalb Minuten vom Fünfländerblick auf den Flugplatz Altenrhein. Bis zur Auflösung des Vereins 1933 segelten so die fünf bis zehn Mitglieder mit einem echten Segelflugzeug vom Hirschberg oder der Hohen Buche (Gemeindegebiet Trogen) ins Tal hinunter; und dies ohne einen einzigen Unfall. Im Jahresbericht von 1934 geht Ernst Wildi zum letzten Mal auf den «Albatros» ein und erläutert darin auch die Gründe für das Ende: «Schwierigkeiten, welche der Segelflugverein ‹Albatros› mit der Unterbringung seiner Flugzeuge am Hirschberg hatte, Erschwerungen in den Vorschriften für die Fluglehrer eines Segelflugvereins und der Abgang besonders tätiger Führer an die Hochschule zwangen den ‹Albatros› zu einer wenigstens vorläufigen Liquidierung. Sicher mit schwerem Herzen liess man die Vögel ‹Kauz› und ‹Marabu›, die man doch mit so viel Fleiss und Schweiss selbst erbaut hatte und die von so manch schönem Flug erzählen können, nach Zürich ziehen. [...] Das Vereinsvermögen wurde zinstragend dem Rektorat zur Verwahrung anvertraut. Die vom ‹Albatros› jahrelang geleistete Arbeit füllt in der Geschichte der Kantonsschuljugend ein Blatt aus, auf dem Rühmenswertes über Initiative, jugendliche Begeisterung, Energie, Ausdauer, Mut und kameradschaftliches Zusammenarbeiten verzeichnet bleibt. Das Rektorat, das so oft zwischen besorgten Eltern und wagemutigen Jungens zu vermitteln hatte, fühlt sich von einer Verantwortung entlastet, die allerdings bei der vorsichtigen und systematischen Arbeit der jungen Segelflieger nie als zu drückend empfunden wurde.»
→ Detailliertes Kapitel: Albatros (Segelflugverein)

### Kadettenkorps

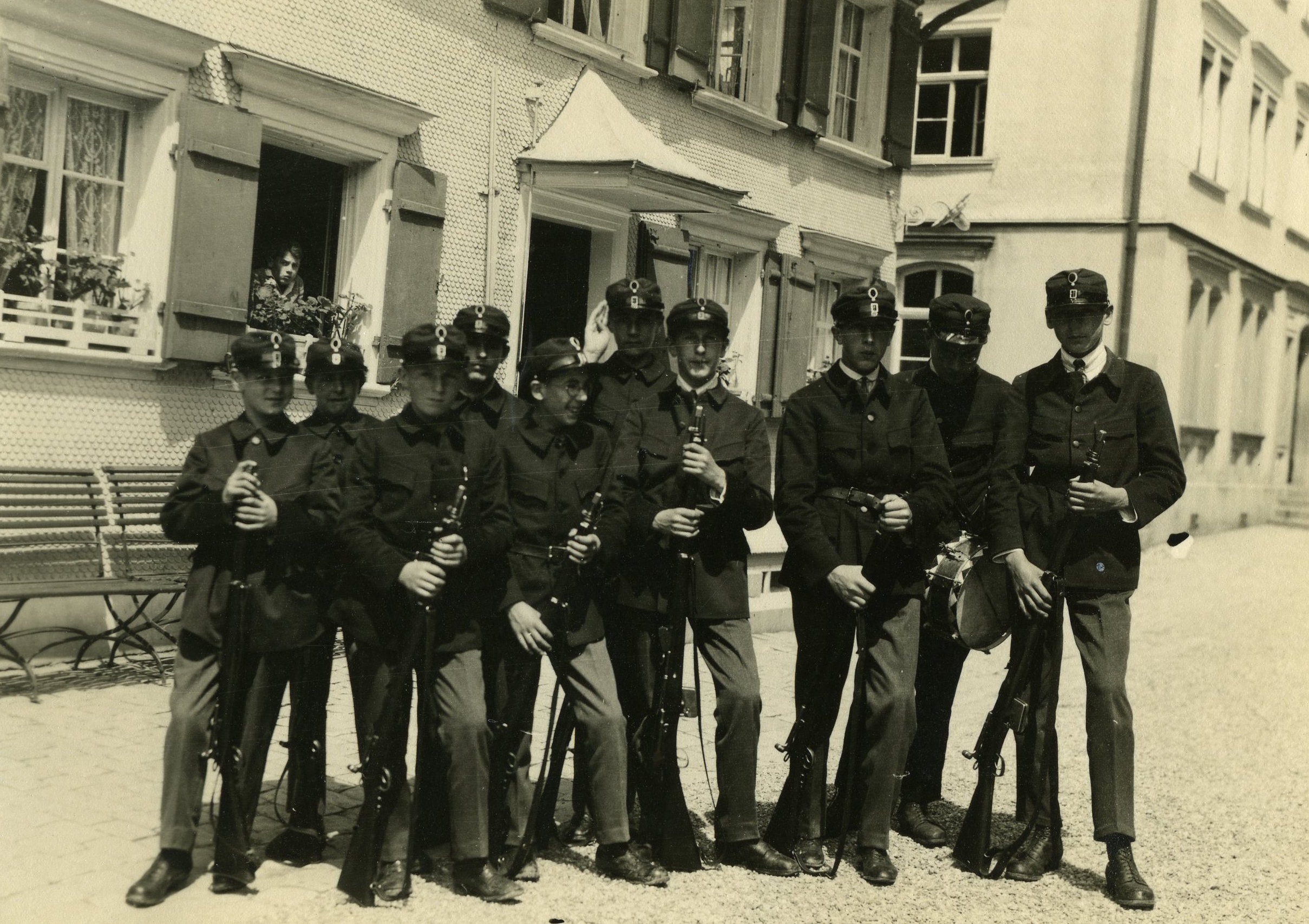
Trogener Kadetten, 1926

Die Kadetten an der KST waren genau genommen kein Verein, sondern Teil des Unterrichtes. Trotzdem wirkte die Vereinigung mit all ihren Aktivitäten sehr verbindend untereinander. Die Kadettenkorps entstanden in der Schweiz an den Mittelschulen im 19. Jahrhundert und dienten unter anderem zur Vorbereitung auf die Rekrutenschule. In Trogen wurde das Kadettenkorps 1857 geschaffen, regelmässige militärische Übungen fanden jedoch erst nach 1870 Eingang in den Unterricht. Grosses Gewicht wurde von Anfang an auf das Scharfschiessen gelegt, welches seit 1891 vom Bund subventioniert wurde. Zwei Jahre später wurden in Trogen auch die obligatorischen Uniformen eingeführt. Geleitet wurden die Übungen durch Instruktoren, meist in Trogen wohnhafte Offiziere, aber auch von Lehrern der Kantonsschule. Einmal in der Woche wurde Disziplin und Ausdauer geübt, indem man die Gegend durchwanderte, Schiesstage veranstaltete oder Gefechts- und Nachtübungen absolvierte. Alle zwei Jahre fanden mehrtägige Kadettenausmärsche in andere Kantone statt. Jeweils nach dem Ende der beiden Weltkriege gerieten die Kadetten in Kritik; und die Stimmen, welche ihre Auflösung forderten, wurden laut. Im Zuge der weltweiten Friedensbewegungen von 1968 wurden die Kadetten an der KST fünf Jahre später schliesslich aufgelöst.

## Besonderes

### AsteroidAppenzella

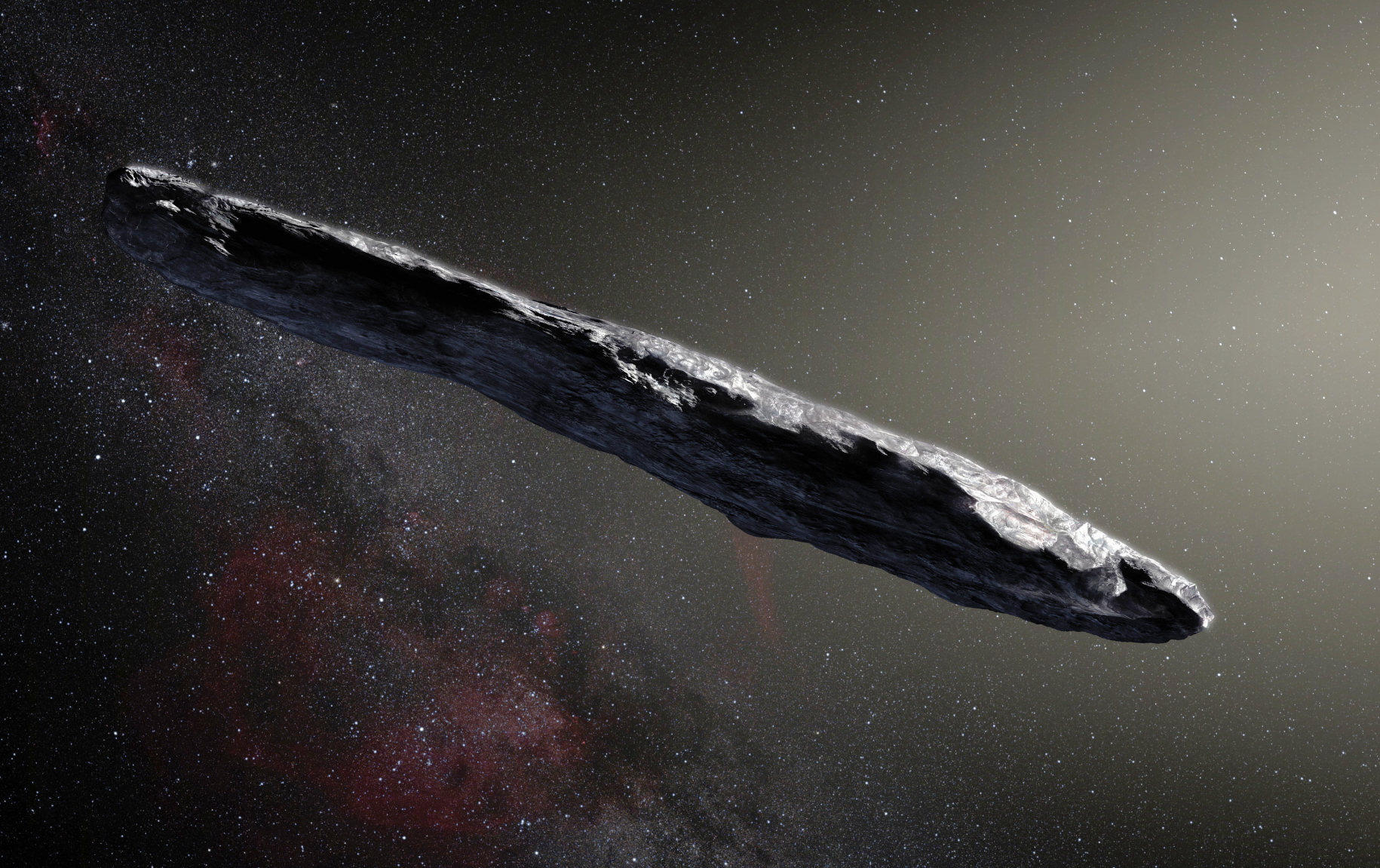
Das etwas andere „Appenzellerland“ zwischen Mars und Jupiter

Der Astronom Paul Wild absolvierte 1945 die Matura an der KST. Als die Schule 1971 ihr 150-Jahr-Jubiläum feierte, beehrte der Alt-Trogener seine ehemalige Schule auf besondere Weise: 1965 entdeckte Wild im Asteroidengürtel einen neuen Planetoid, den er provisorisch 1965 SA nannte. Im Jubiläumsjahr gab er dem Asteroid den Namen  Appenzella. Dazu schrieb er: «Nach der vierten beobachteten Begegnung schliesslich darf der Entdecker dem neuen, wohlgeprüften Himmelskörper einen Namen geben. Im letzten Sommer war die definitive Benennung des (...) Kleinplaneten, 1965 SA, fällig. Ich benutzte die Gelegenheit des 150-Jahr-Jubiläums unserer Schule, ihn Appenzella zu taufen. Die Philologen mögen mir diese naive Latinisierung verzeihen. Es ist zu bedenken dass Abbatis Cella wahrscheinlich den meisten Himmelsmechanikern ein Rätsel wäre. Ich hatte auch Trogena in Betracht gezogen, das seltsame Wort aber nicht zum Klingen gebracht. Wir nennen uns Alt-Trogener, aber Dank schulden wir nicht nur der Gemeinde, sondern vor allem dem ganzen Appenzellervolk, das mit Opfern die Schule unterhält, die uns bilden geholfen hat. Freilich ist nun die Appenzella ein Geschenk ohne praktischen Nutzen. Sie dürfte ein kahler Felsbrocken von einigen Kilometern Durchmesser und unregelmässiger Form sein, wüst anzuschauen aus der Nähe; da ist das irdische Appenzellerland unvergleichlich viel lieblicher. Die Appenzella beschreibt auch keine aussergewöhnliche Bahn; sie kommt weder uns nahe genug, dass wir mit ihr das Sonnensystem vermessen könnten, noch in eine so besondere Lage zu Jupiter oder Saturn, dass sie deren Masse verriete. Als ein schwaches, laufendes Lichtpünktchen unter vielen Tausenden wird sie von Zeit zu Zeit auf der einen oder anderen Sternwarte photographiert werden, und der sie findet, zufällig oder sich bemühend, wird ein Weilchen das Land zwischen Säntis und Bodensee vor sich sehen, aus der Erinnerung oder in der Phantasie. (...) Glückliche Fahrt!»

### Bienenhaus

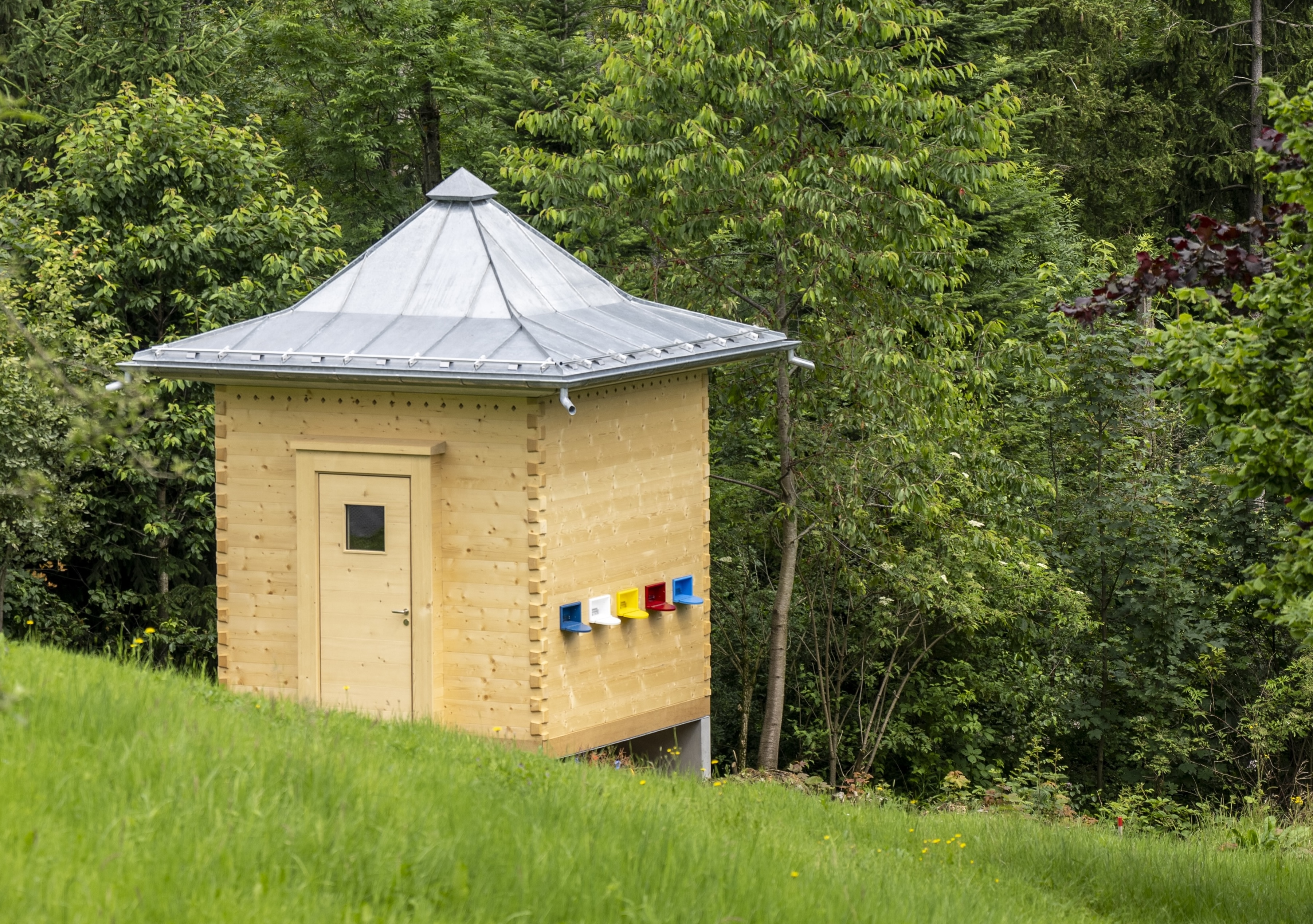
Das neue Bienenhaus der Kantonsschule Trogen

1961 erwarb der damalige Kantonsschullehrer Ruedi Widmer ein Bienenhaus von Dorf-Briefträger Tanner. 1999 verkaufte Widmer, mittlerweile pensioniert, dem Kantonsschulverein das Bienenhaus, inklusive drei Völkern und 250m2 Boden mit dem Zweck, dass der KVT das Bienenhaus der Kantonsschule zu Anschauungszwecken im Biologieunterricht zur Verfügung stellen würde. Der Kaufpreis betrug 5000 Franken, die Installation der Schweizerkästen kosteten den KVT zusätzlich noch 2000 Franken. Insgesamt bewilligte der Vorstand einem Kreditrahmen von 10’000 Franken zu. Der KVT wurde als Besitzer im Grundbuch eingetragen und der Kantonsschule wurde das Nutzungsrecht und die Unterhaltspflicht des Bienenhauses übertragen. In den kommenden Jahrzehnten kümmerten sich die Biologie-Assistenten um die Bienen und ihr Heim. 2014 hatte der KVT die Immobilie der Stiftung der Kantonsschule zum symbolischen Preis von CHF 1.- überschrieben. Als sich Anfang 2021 herausstellte, dass Lage, Grösse und Zustand des bestehenden Bienenhauses eine zeitgemässe Betreuung der Bienen erschwerte, wurde nach Lösungsmöglichkeiten gesucht, um das Bauwerk besser in den Campus zu integrieren. So suchte die Kanti die Zusammenarbeit mit dem Berufsbildungszentrum Herisau (BBZ) für einen Ersatzneubau. Dieses wurde daraufhin mit Unterstützung von Zimmermannslernenden des BBZ im sogenannten «Appenzeller Strickbau» erstellt; in dieser jahrhundertealten Tradition werden Balken, die dank speziellem Zuschnitt nicht aus der Wand herausragen, ohne Nägel und Dübel zusammengebaut. Im Juni 2024 schliesslich konnte das Bienenhaus auf seinem neuen Fundament neben dem Biotop platziert und in Betrieb genommen werden.

### «Kauz 2021»

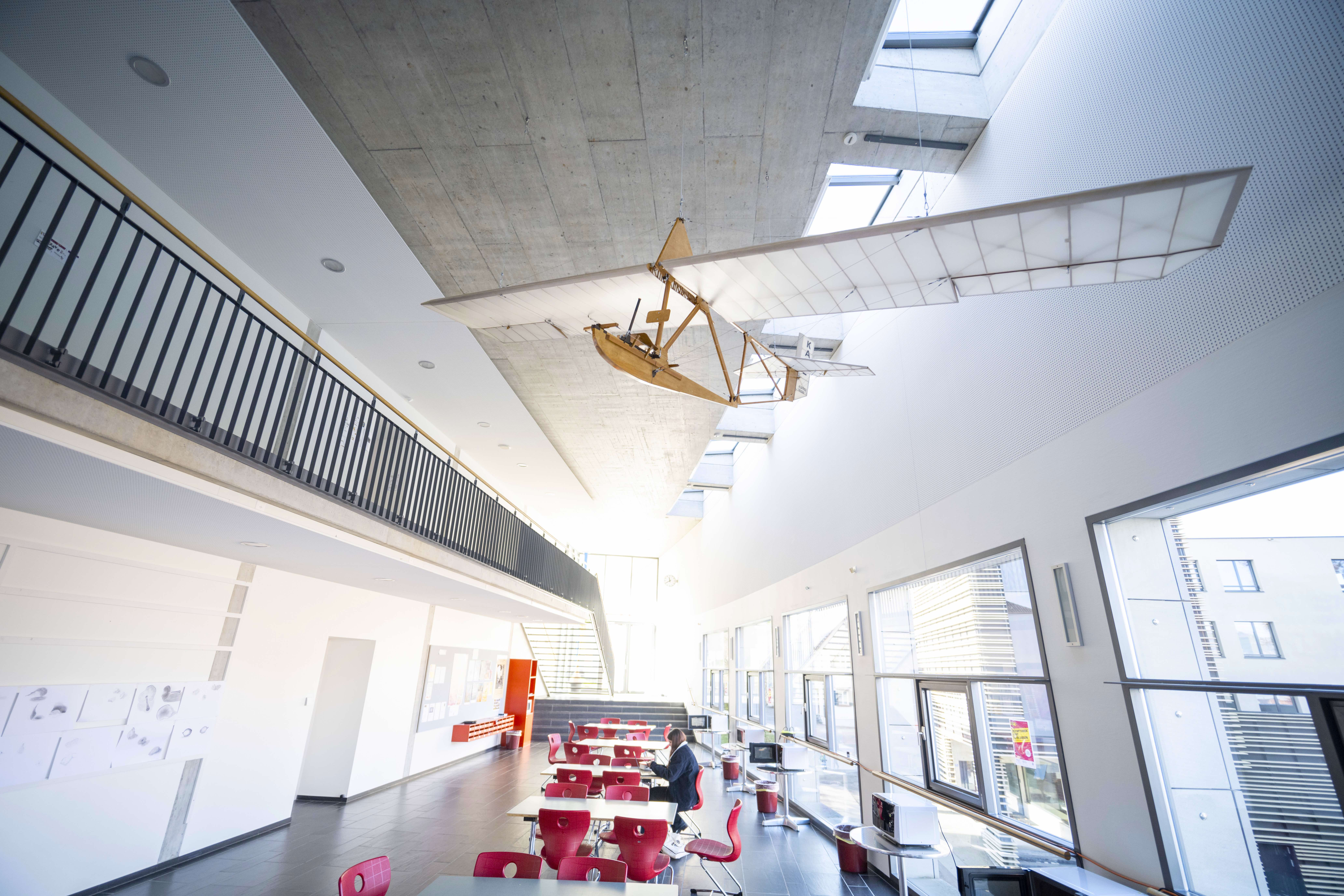
Die Nachbildung des «Kauz» im Massstab 1:2 an der Decke der «Arche»

2017 traf sich eine Delegation aus Vertretern der KST, der «IG Albatros» und Fréderic Fischer vom Segelflugmuseum Trogen, um ein Projekt in die Wege zu leiten, das die motorlose Fliegerei wieder in den Vordergrund rücken sollte: In Erinnerung an die einst grosse Segeltradition und Pionierleistung von Helmut Berg, den Mitgliedern des Schülervereins Albatros und allen Nachfolgevereinen, wurde beschlossen, unter der Führung der «IG Albatros»  einen RRG-Zögling mit dem Namen «Kauz 2021» im Massstab 1:2 nachzubauen und diesen im Rahmen des 200-Jahr-Jubiläums der Kanti Trogen der Schule zu schenken. Hans Dürst, Präsident der «IG Albatros», erklärte sich bereit, das Replikat unentgeltlich zu konstruieren. In rund 1700 Arbeitsstunden verarbeitete Dürst unter anderem 350 Meter Kiefernleisten und 45 Meter Spanndraht. Seit September 2021 hängt der «Kauz 2021» (12 kg, 2,7 Meter Länge, 5 Meter Spannweite) im Foyer der «Arche» und stellt als Dauerexponat ein bleibendes Zeitzeugnis dar.

### Sternwarte

Observatorium der Kantonsschule Trogen

In den 1920er Jahren setzte sich Physikprofessor Arnold Rothenberger dafür ein, dass Schülerinnen und Schüler Astronomie als praktischen naturwissenschaftlichen Unterricht erleben konnten. Aus einem selbst gekauften Fernrohr wurde schliesslich eine Sternwarte. Diese (damals noch als «Fernrohrhäuschen» bezeichnet) erbaute man 1949 auf einer Hügelkuppe oberhalb des Pestalozzidorfes auf dem Boden der Gemeinde Trogen. 1969 wurde das Giebeldach durch eine Blechkuppel ersetzt. Die ausgezeichnete Lage der Sternwarte lässt den südlichen Nachthimmel gut beobachten, da der Einfluss des Lichtsmogs von St. Gallen sehr gering ist. Das motorgetriebene Teleskop verfügt über eine Brennweite von 2000 mm und drei verschiedene Okulare, mit denen sich Himmelskörper bis zu 200-fach vergrössern lassen. Rothenberger war auch in anderen Bereichen stets innovativ: So war er der erste Bewohner in Trogen, welcher Radio hörte. 1926 liess er an dieser neuen Erfindung auch andere teilnehmen, indem er im Saal des Restaurants «Krone» eine Vorführung veranstaltete, zu welcher er das ganze Dorf einlud. Elisabeth Pletscher, welche von 1921 bis 1928 an der Kantonsschule war, erinnerte sich Jahrzehnte später an diesen Moment zurück: «Er baute seinen Apparat auf, installierte die Innenantenne und gab einige theoretische Erklärungen über den Radioempfang ab. Von Königswusterhausen, wo der deutsche Radiosender [...] stationiert war, würde nun ein Konzert gesendet. [...] Im Kronensaal sassen alle andächtig da und lauschten. Lange war gar nichts zu hören, dann auf einmal ein ohrenbetäubendes Pfeifen. ‹Es hat eine Störung›, konstatierte der Physiklehrer und fuhr ganz begeistert fort, während sich die Zuhörenden über die seltsamen Geräusche wunderten: ‹Das ist doch wahrhaftig ein Wunder! Stellt euch vor, dieser Lärm wird in diesem Augenblick in Königswusterhausen produziert und wir können es gleichzeitig im Kronensaal hören!›»

### «Stiftung Kantonsschule Trogen»
Die Kantonsschule Trogen wurde im Laufe ihrer Geschichte wiederholt von ehemaligen Schülern finanziell unterstützt. So ermöglichte zum Beispiel 1927 Josef Fenkart, ein Gönner der KST, dessen Söhne die Schule besuchten, den Bau der «Alten Turnhalle». Rektor Ernst Wildi schrieb daraufhin an den Kantonsrat: «Ein bedeutendes Geschenk steht nun für die Schule in ganz sicherer Aussicht und zwar durch den Willen […] der Familie Fenkart.». Aus dieser Schenkung heraus entstand in der Folge die «Fenkart-Stiftung». Oder 1998 gelang es dem damaligen Rektor Willi Eugster, mit der «Metrohm-Stiftung» einen Vertrag zum Aufbau des Informatikunterrichts an der Kantonsschule Trogen auszuhandeln. Diese engagierte sich auch für gemeinnützige und kulturelle Zwecke und lancierte damals einen Projektwettbewerb, aus dem die KST als Siegerin hervorging. Im Jahresbericht 1998/99 schrieb Eugster dazu: «Damit stehen die dringend nötigen finanziellen Mittel zur Verfügung, um den Jugendlichen ein Rüstzeug mitzugeben, welches sie zur effizienten Nutzung der modernen Kommunikations- und Informationstechnologie befähigen wird.» Die Stiftung unterstützte das Projekt acht Jahre und investierte über drei Millionen Franken. Somit war es der Schule schon früh möglich, den Aufbau eines eigenen Schulnetzwerkes und die dazugehörige Infrastruktur für den Informatikunterricht zu realisieren. 2013 schliesslich wurde unter der Leitung von Willi Eugster die «Stiftung Kantonsschule Trogen» gegründet. Diese entstand aus der Zusammenführung aller bisherigen Stiftungen der KST: «Konvikt-Fonds», die «Rektor-Wildi-Stiftung», die «Fenkart-Stiftung», der «Studienfonds Dr. Schiess» und die Schenkung des ehemaligen KST-Mädchenkonvikts durch den Kantonsschulverein Trogen (KVT). Die «Stiftung Kantonsschule Trogen» bezweckt die Bewältigung von Aufgaben, die im Interesse der Schülerinnen und Schüler sowie der Lehrerschaft der Kantonsschule Trogen liegen, und wird seither von Eugster präsidiert.

### Ueli Prager-Platz

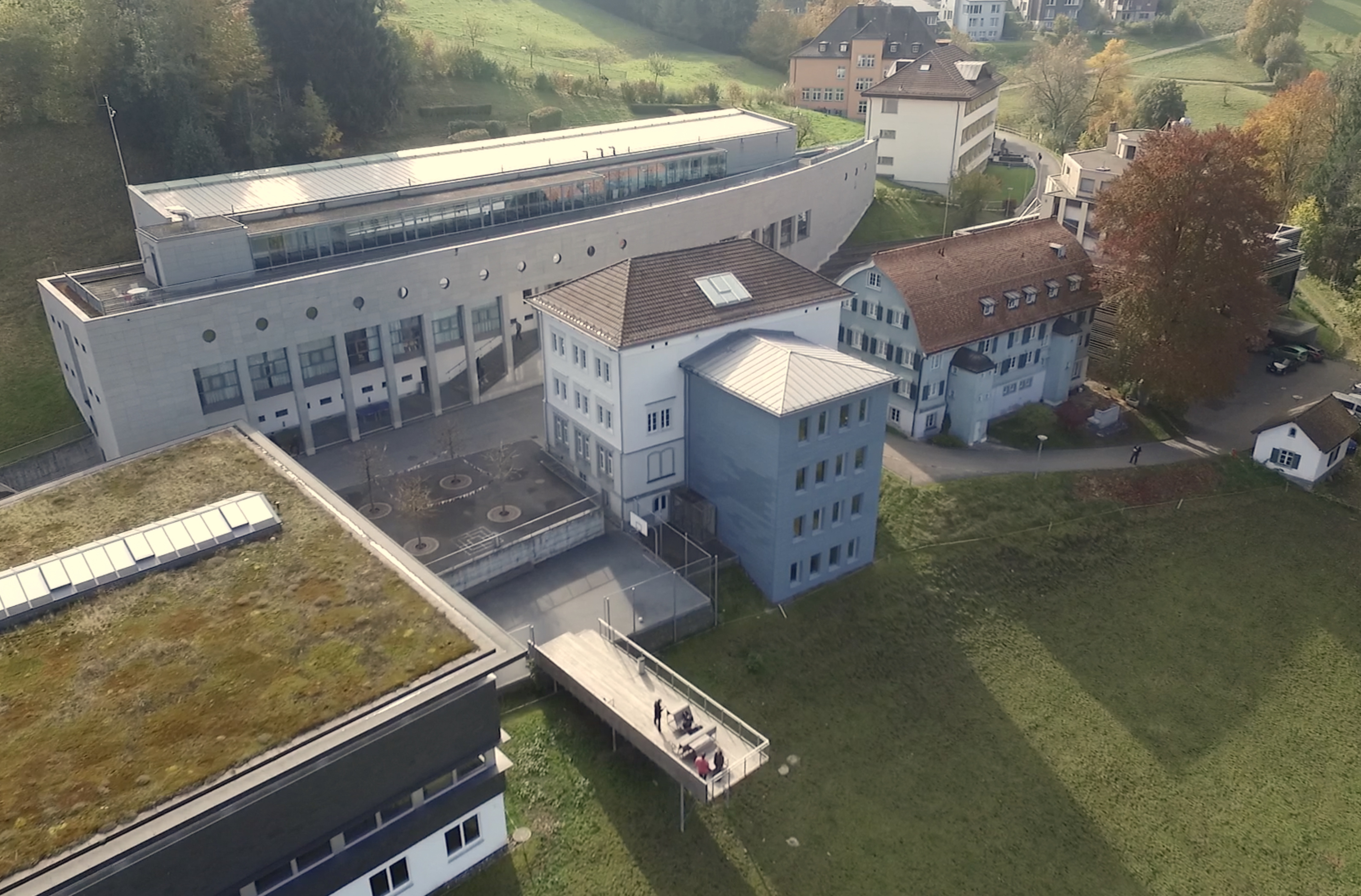
KST-Areal mit Ueli Prager-Platz (Mitte unten) und Mast der Wetterstation (links oben)

1994 eröffnete der Mövenpick-Gründer Ueli Prager, der von 1929 bis 1935 an der KST war, mit 300'000 Franken die «Ueli Prager-Stiftung». Deren Ziel war es, ungewohnte und zukunftsweisende Projekte der KST zu fördern (beispielsweise Software-Programmierung durch Schüler, Entwicklung einer CCD-Kamera für die Sternwarte, Vernetzung der Schulhäuser mit Glasfaserkabel, Mitfinanzierung des Schüleraustausches «Trogen-Irkutsk» oder die Publikation einer Kunstbroschüre). Im Hinblick auf die Auflösung der Stiftung im Jahre 2009 wurde mit dem Restbetrag ein Spielplatz zwischen dem Alten Schulhaus und der Aula realisiert. Die architektonische Besonderheit stellt dabei ein vier Meter breiter möblierter Holzsteg dar, der waagrecht vierzehn Meter in den nördlichen Abhang hinausragt. Prager kümmerte sich auch um das Grab des ehemaligen Rektors Ernst Wildi und schrieb 1994 diesbezüglich an den Dorfpfarrer: «Von 1929 bis 1935 bin ich in Trogen zur Schule gegangen und blicke auf eine sehr glückliche damalige Zeit zurück. Ich war in Pension bei meinem verehrten Lehrer und Erzieher, Herrn Rektor Wildi, dem ich in Dankbarkeit gedenke. Ich war kürzlich in Trogen  auf einem 2-tägigen Heimwehbesuch und wie auch in früheren Jahren war ich entzückt und erfreut von der Appenzeller Landschaft, aber auch von der typischen Trogener Atmosphäre. Ich war auch auf dem Grab von Rektor Wildi und habe mit etwas Trauer und Wehmut gesehen, dass die Inschrift kaum mehr lesbar und der Stein von irgendwelchen Steinflechten bedeckt ist. Auch die Blumenpflege war nicht ganz so, wie ich mir das vorgestellt hätte für einen Mann, dem so grosses Verdienst um Trogen zukommt.» In der Folge finanzierte Prager die Grabmal-Renovation und bezahlte sechs Jahre später den Grabunterhalt durch die Gemeinde Trogen für die folgenden zwei Jahrzehnte bis ins Jahr 2022; dazu schrieb er an seine ehemaligen Kantonsschulkameraden: «Das Häuflein, das sich noch unseres damaligen Rektors erinnert, ist geschrumpft. Von den Pensionären im ‹Wildihaus› bleiben Max Honegger und ich. Ja, und nach den 20 Jahren sind wohl die Erinnerungen aller lieben Freunde erloschen!»

### Wetterstation
Eine Besonderheit stellt die WMO-konforme Wetterstation auf dem östlichen Dach der «Arche» dar. Diese misst für die Firma MeteoGroup Schweiz, welche aus der von Jörg Kachelmann gegründeten Meteomedia AG hervorgegangen ist, seit dem 3. September 1999 zuverlässig Wetterdaten (Temperatur 5 cm / 2 m über Boden / 20 cm im Boden, Windgeschwindigkeit, Windrichtung, Niederschlagsmenge, Niederschlagsstatus, Luftfeuchtigkeit, Sonnenscheindauer, Globalstrahlung). Sämtliche Informationen werden im Zehn-Minuten-Takt über GPRS-Funk an die Datenbanken der MeteoGroup gesendet, weiterverarbeitet und liefern so, mit 17 weiteren Messstationen im Appenzellerland, unter anderem Wetterprognosen für die Region. Die KST selbst bereitet die aktuellen Trogener Wetterdaten der letzten 24 Stunden ebenfalls auf, welche jederzeit auf wetter.kst.ch eingesehen werden können.

## Persönlichkeiten

### Rektoren

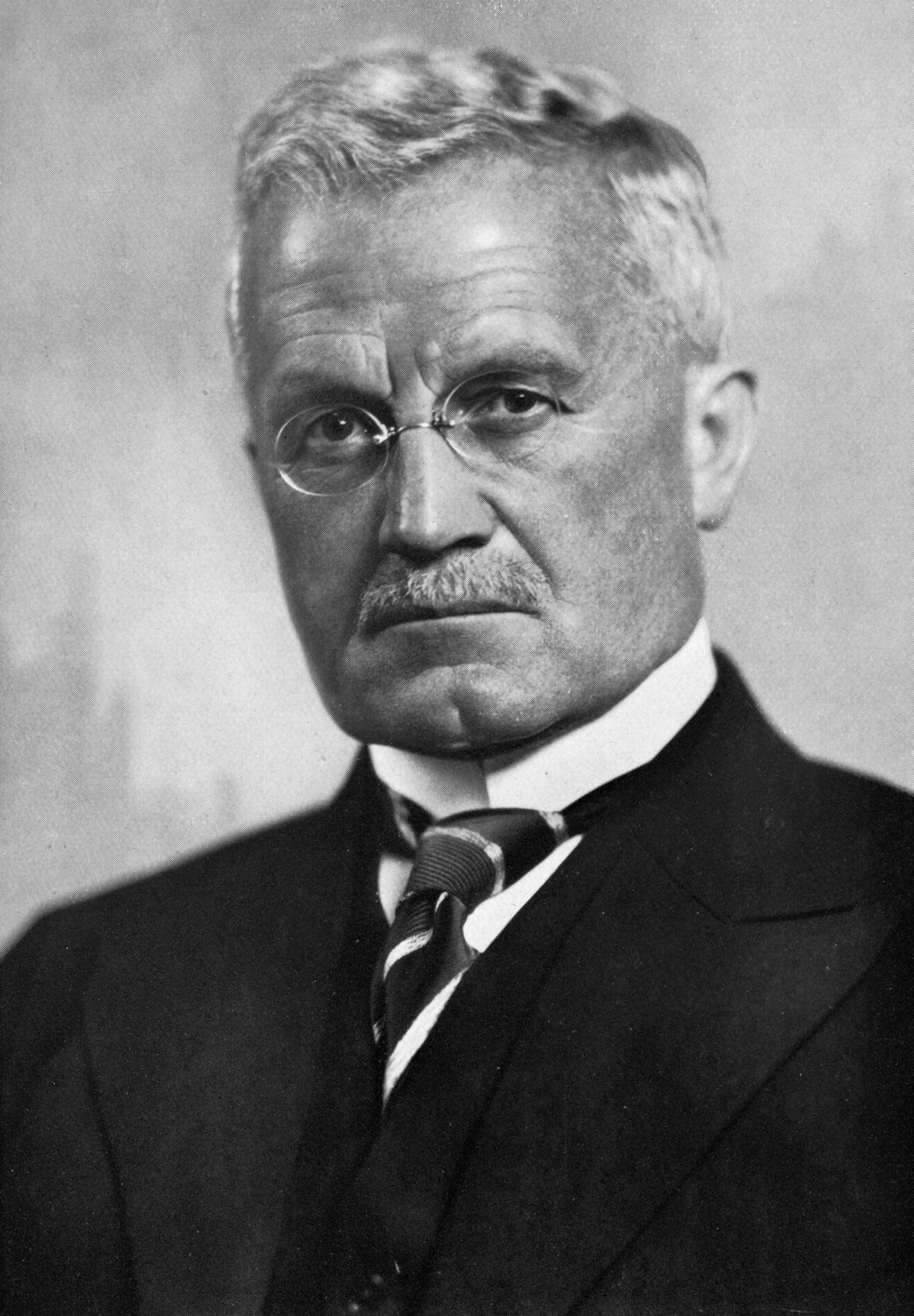
Ernst Wildi, der amtslängste Rektor an der Kantonsschule Trogen
(1904–1937)

| Name                                           | Anstellung        | Amtsdauer |
| ---------------------------------------------- | ----------------- | --------- |
| Zuberbühler, Johann Conrad                     | 1821–1822         | 1         |
| Krüsi, Hermann                                 | 1822–1833         | 11        |
| Gutbier von Pferdingsleben, Adolf Anton Robert | 1833–1837         | 4         |
| Zuberbühler, Johann Conrad                     | 1837–1842         | 5         |
| Tobler, Gustav Adolf                           | 1842–1857         | 15        |
| Schoch, Johann Georg                           | 1857–1875         | 18        |
| Müller-Röthinger, Samuel                       | 1875–1882         | 7         |
| Meier, August                                  | 1882–1895         | 13        |
| Wiget, Heinrich Theodor                        | 1895–1904         | 9         |
| Wildi, Ernst                                   | 1904–1937         | 33        |
| Wohnlich, Oskar                                | 1937–1948         | 11        |
| Schlegel, Walter                               | 1948–1971         | 23        |
| Kuhn, Ernst                                    | 1971–1985         | 14        |
| Eugster, Willi                                 | 1986–2013         | 27.5      |
| Zurwerra, Michael                              | 2013–2017         | 3,5       |
| Schläpfer, Johannes (Rektor ad interim)        | 2017              | 0,5       |
| Kummer, Marc                                   | 2017–2020         | 2,75      |
| Geiger, Lukas (Rektor ad interim)              | 2020              | 0,5       |
| Steger Vogt, Elisabeth                         | seit Oktober 2020 |           |

### Bekannte Lehrer

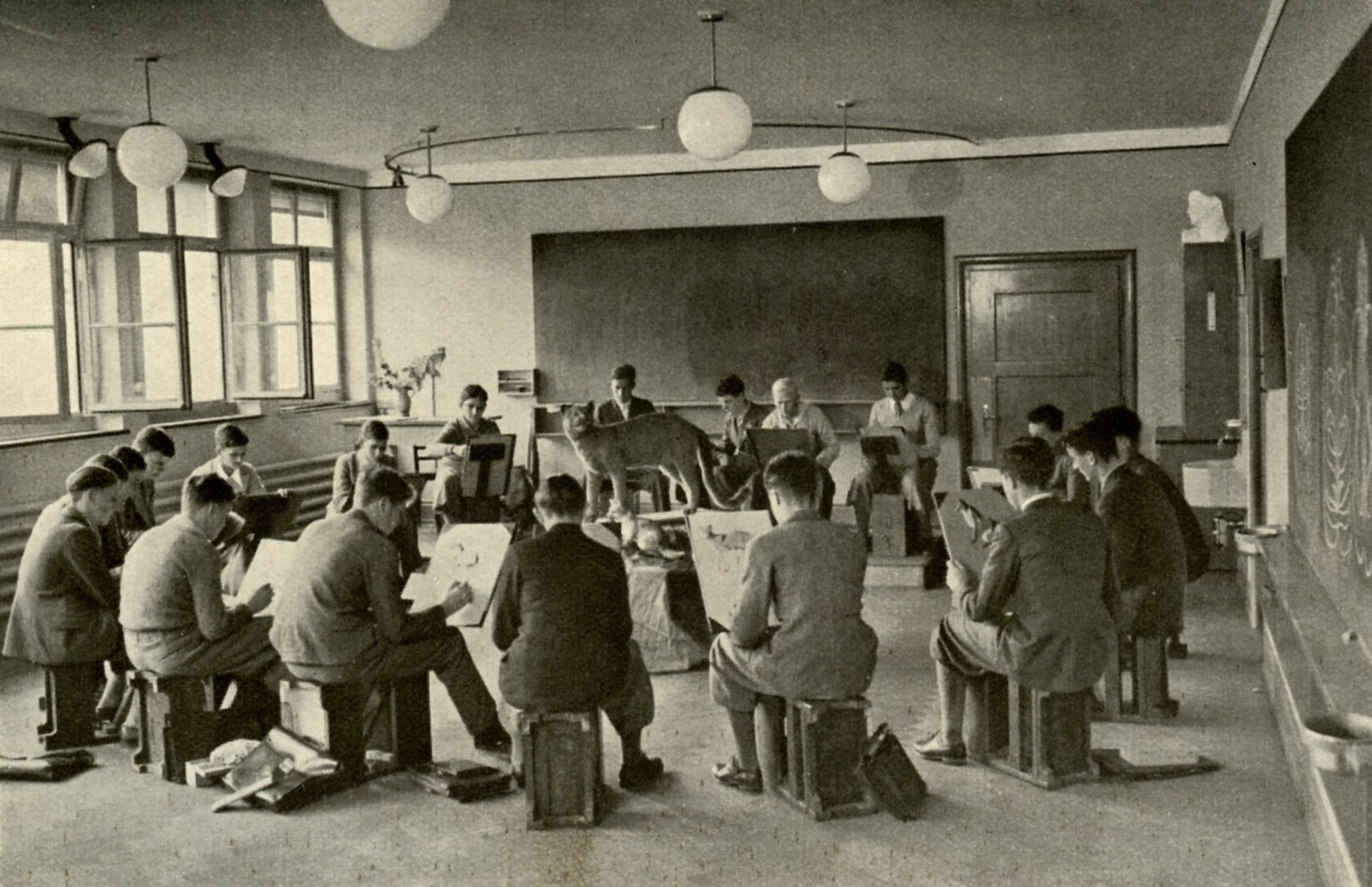
Kunstunterricht bei Otto Schmid im Zeichnungssaal des «Roten Schulhauses», 1935

| Name                  | Anstellung | Anmerkung                                                                                         |
| --------------------- | ---------- | ------------------------------------------------------------------------------------------------- |
| Fitzi, Johann Ulrich  | 1838–1842  | Zeichenlehrer / Zeichner und Maler                                                                |
| Honegger, Jakob Adolf | 1876–1891  | Schreib- und Zeichenlehrer / Zeichner und Lithograf                                               |
| Aeschbacher, Carl     | 1913–1929  | Leitung des Schulorchesters, Chorleitung und Gesangsunterricht / Komponist                        |
| Schmid, Otto          | 1922–1956  | Schreib- und Zeichenlehrer / Zeichner und Maler                                                   |
| Rutishauser, Heinz    | 1946–1947  | Mathematiklehrer / Pionier der modernen numerischen Mathematik und der Informatik avant la lettre |
| Heierli, Hans         | 1958–1984  | Chemie- und Geografielehrer / Geologe                                                             |
| Fässler, Hans         | 1992–2018  | Historiker / Kabarettist                                                                          |
| Giger, Paul           | 2001–2020  | Violinlehrer / Violinist und Komponist                                                            |

### Bekannte ehemalige Schüler (Auswahl)
| Name                                              | Eintritt | Austritt | Anmerkung                                                                                             |
| ------------------------------------------------- | -------- | -------- | --- |
| Altherr, Alfred                                   | 1857     | 1862     | Evangelisch-reformierter Geistlicher und Schriftsteller                                               |
| Ammann, Julius                                    | 1895     | 1898     | Mundartdichter                                                                                        |
| Ammann, Thomas                                    | 1965     | 1971     | Kunsthändler                                                                                          |
| Biasotto, Dölf                                    | 1977     | 1981     | Politiker, Regierungsrat                                                                              |
| Caroni, Andrea                                    | 1995     | 1999     | Politiker, Nationalrat, Ständerat                                                                     |
| Dätwyler, Max                                     | 1943     | 1949     | Unternehmer                                                                                           |
| Dätwyler, Peter                                   | 1940     | 1946     | Unternehmer                                                                                           |
| Dubochet, Jacques                                 | 1958     | 1960     | Biophysiker und Nobelpreisträger 2017                                                                 |
| Eisenhut, Heidi                                   | 1989     | 1995     | Publizistin Kulturgeschichte, Leiterin Kantonsbibliothek Appenzell Ausserrhoden                       |
| Fueglistaller, Urs                                | 1976     | 1979     | Wirtschaftswissenschaftler                                                                            |
| Fueter, Heinrich                                  | 1926     | 1931     | Filmproduzent                                                                                         |
| Guntli, Stephan                                   | 1976     | 1980     | Fernsehjournalist, Dokumentarfilmregisseur                                                            |
| Gutzwiller, Martin                                | 1938     | 1942     | Physiker                                                                                              |
| Hall, Dieter                                      | 1968     | 1974     | Kunstmaler                                                                                            |
| Hilti, Michael                                    | 1963     | 1969     | Unternehmer, Hilti AG                                                                                 |
| Holzach, Robert                                   | 1938     | 1942     | Verwaltungsratspräsident Schweizerische Bankgesellschaft                                              |
| Honegger, René E.                                 | 1949     | 1952     | Sachbuchautor, ehemaliger Kurator des Zoos Zürich                                                     |
| Kern, Jakob                                       | 1974     | 1980     | Kulturingenieur, Direktor Welternährungsprogramm                                                      |
| Kraska, Pjotr (bürgerlich: Peter Johannes Kraska) | 1964     | 1967     | Schauspieler, Autor, Künstler                                                                         |
| Liebermann, Rolf                                  | 1927     | 1930     | Komponist, Intendant                                                                                  |
| Malta, Alexander (bürgerlich: Alexander Lagger)   | 1954     | 1959     | Opernsänger                                                                                           |
| Mayer, Vali (bürgerlich: Valentin Mayer)          | 1953     | 1955     | Jazzmusiker                                                                                           |
| Meier, Wilhelm                                    | 1894     | 1897     | Bildhauer                                                                                             |
| Merz, Hans-Rudolf                                 | 1957     | 1960     | Politiker, Bundesrat                                                                                  |
| Meyer, Carl                                       | 1885     | 1891     | Jurist, Politiker, Journalist, Gründer der Säntis-Schwebebahn                                         |
| Müller, Karl                                      | 1969     | 1973     | Unternehmer, MBT-Schuhe-Gründer                                                                       |
| Oswald, Werner                                    | 1920     | 1924     | Chemiker, Unternehmer, Gründer Ems-Chemie                                                             |
| Pletscher, Elisabeth                              | 1921     | 1928     | Cheflaborantin Unispital Zürich, Gründerin des Internationalen Berufsverbands IAMLT, Frauenrechtlerin |
| Prager, Ueli                                      | 1929     | 1935     | Unternehmer, Mövenpick-Gründer                                                                        |
| Roth Eisenberg, Tina                              | 1989     | 1994     | Star-Bloggerin («Swiss Miss»), Webdesignerin, App-Entwicklerin, Kreativ-Design-Studio in New York     |
| Rüegg, Hans                                       | 1933     | 1937     | Unternehmer, Baumann Federn, Politiker                                                                |
| Saxer, Walter                                     | 1911     | 1916     | Mathematiker                                                                                          |
| Scherrer, Hans-Ulrich                             | 1961     | 1963     | Generalstabschef Schweizer Armee                                                                      |
| Schmidheiny, Alexander                            | 1965     | 1971     | Unternehmer, Kunstsammler                                                                             |
| Schmidheiny, Max                                  | 1921     | 1927     | Unternehmer, Politiker                                                                                |
| Schmidheiny, Stephan                              | 1962     | 1967     | Unternehmer                                                                                           |
| Schmidheiny, Thomas                               | 1959     | 1965     | Unternehmer                                                                                           |
| Seelig, Carl                                      | 1910     | 1915     | Schriftsteller                                                                                        |
| Sfountouris, Argyris                              | 1955     | 1959     | Physiker, Dichter und Überlebender des Massakers von Distomo                                          |
| Szondi, Peter                                     | 1945     | 1948     | Literaturwissenschaftler                                                                              |
| Tobler, Titus                                     | 1821     | 1823     | Arzt, Dialekt- und Palästinaforscher                                                                  |
| Uebersax, Peter                                   | 1942     | 1945     | Journalist, Chefredaktor Blick                                                                        |
| Villain, Jean (bürgerlich: Marcel Bruno Brun)     | 1944     | 1948     | Journalist, Schriftsteller                                                                            |
| We Are Ava (Kim Lemmenmeier, Nicola Holenstein)   | 2009     | 2014     | Pop-Musiker                                                                                           |
| Weishaupt, Matthias                               | 1974     | 1980     | Politiker, Regierungsrat, Landammann                                                                  |
| Wild, Paul                                        | 1942     | 1945     | Astronom                                                                                              |
| Zellweger, Salomon                                | 1821     | 1824     | Unternehmer                                                                                           |
| Zuberbühler, Sebastian                            | 1823     | 1826     | Pädagoge                                                                                              |

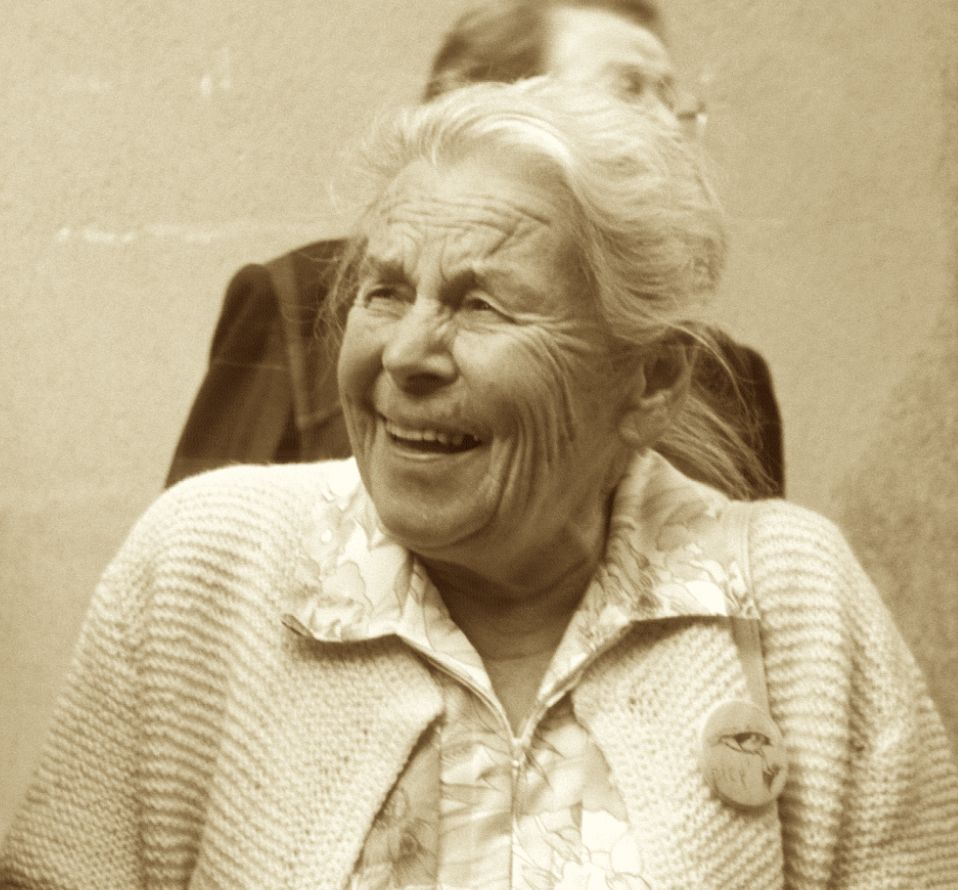
Elisabeth Pletscher
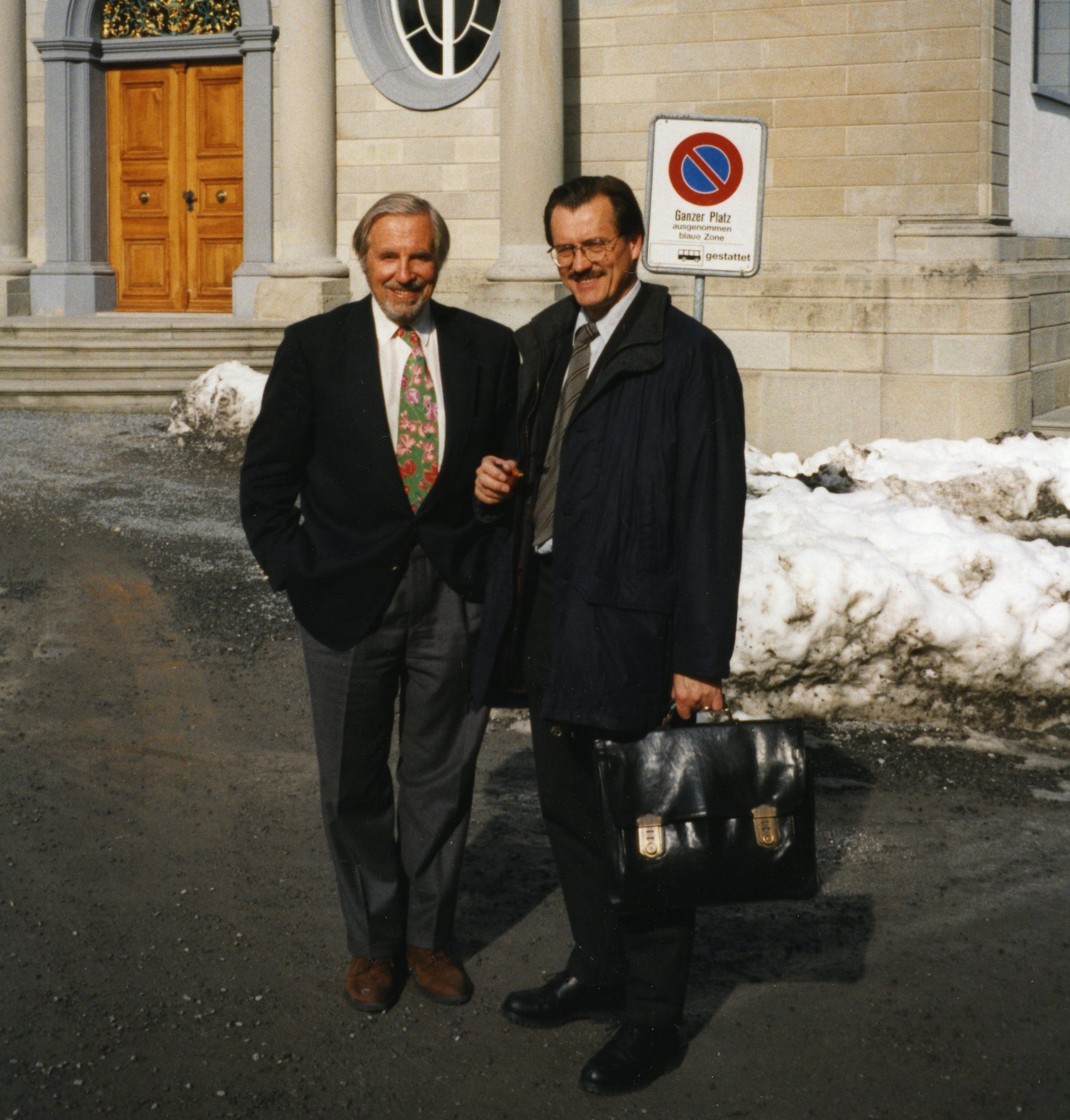
Ueli Prager & Willi Eugster
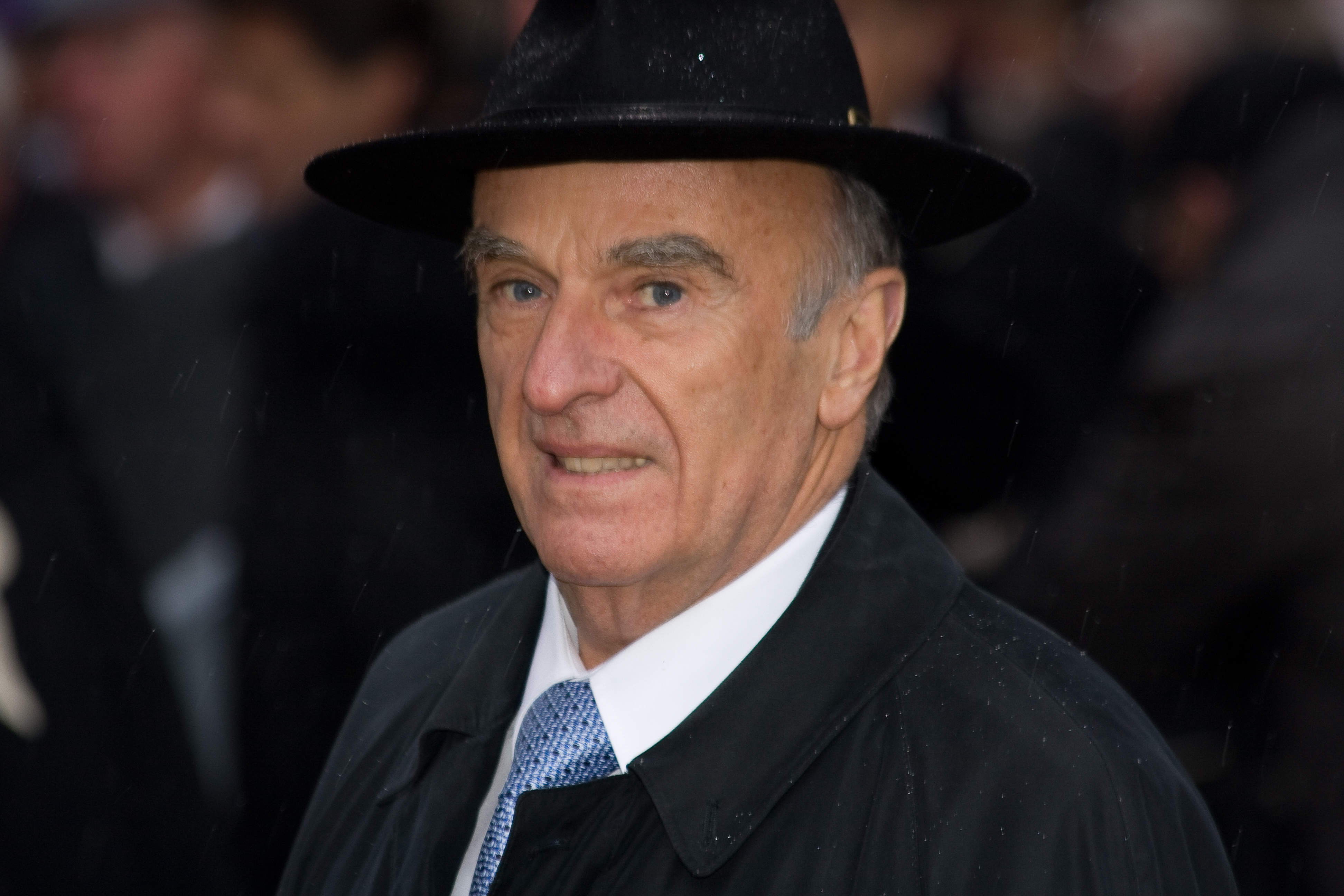
Hans-Rudolf Merz
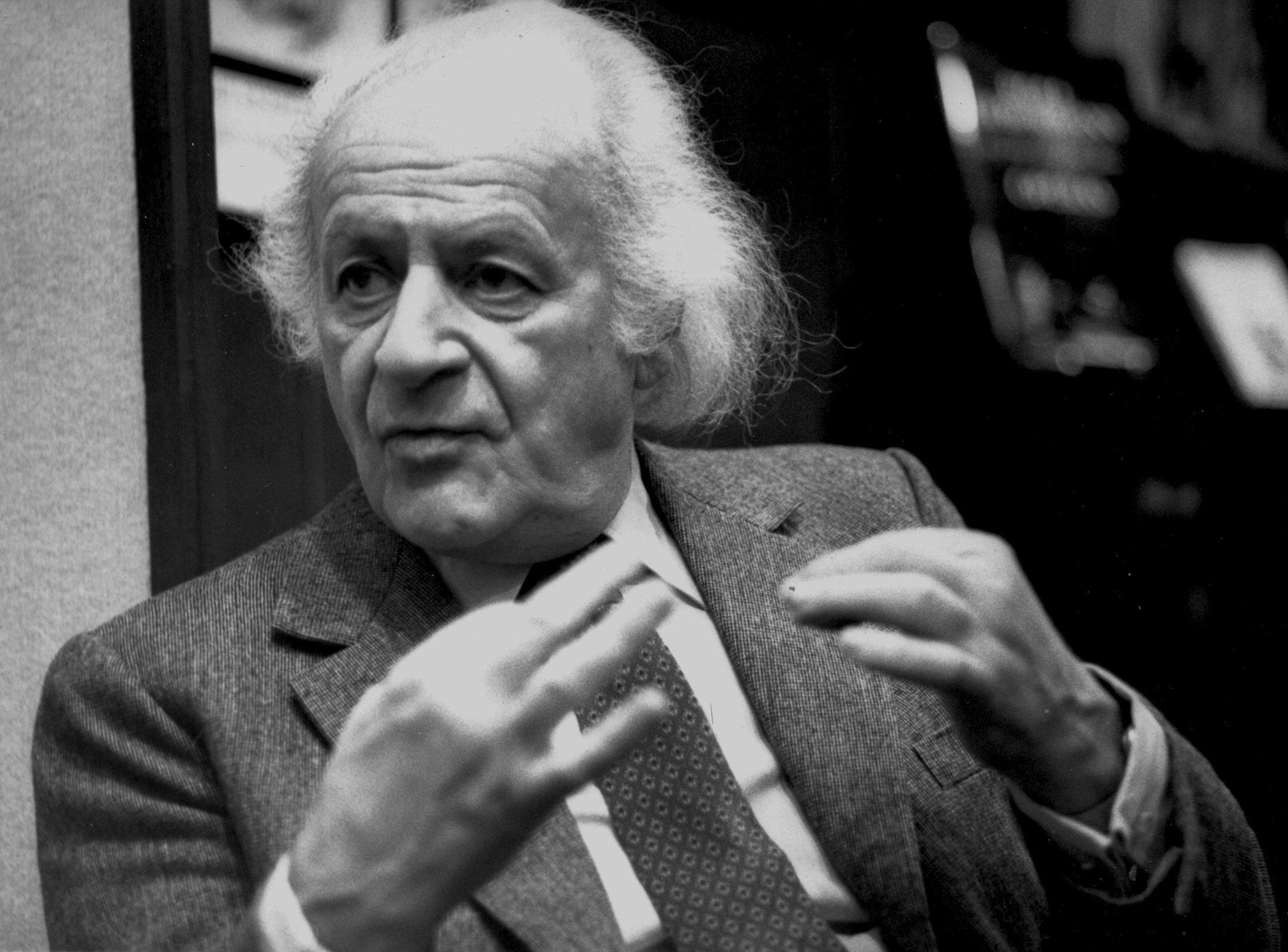
Rolf Liebermann
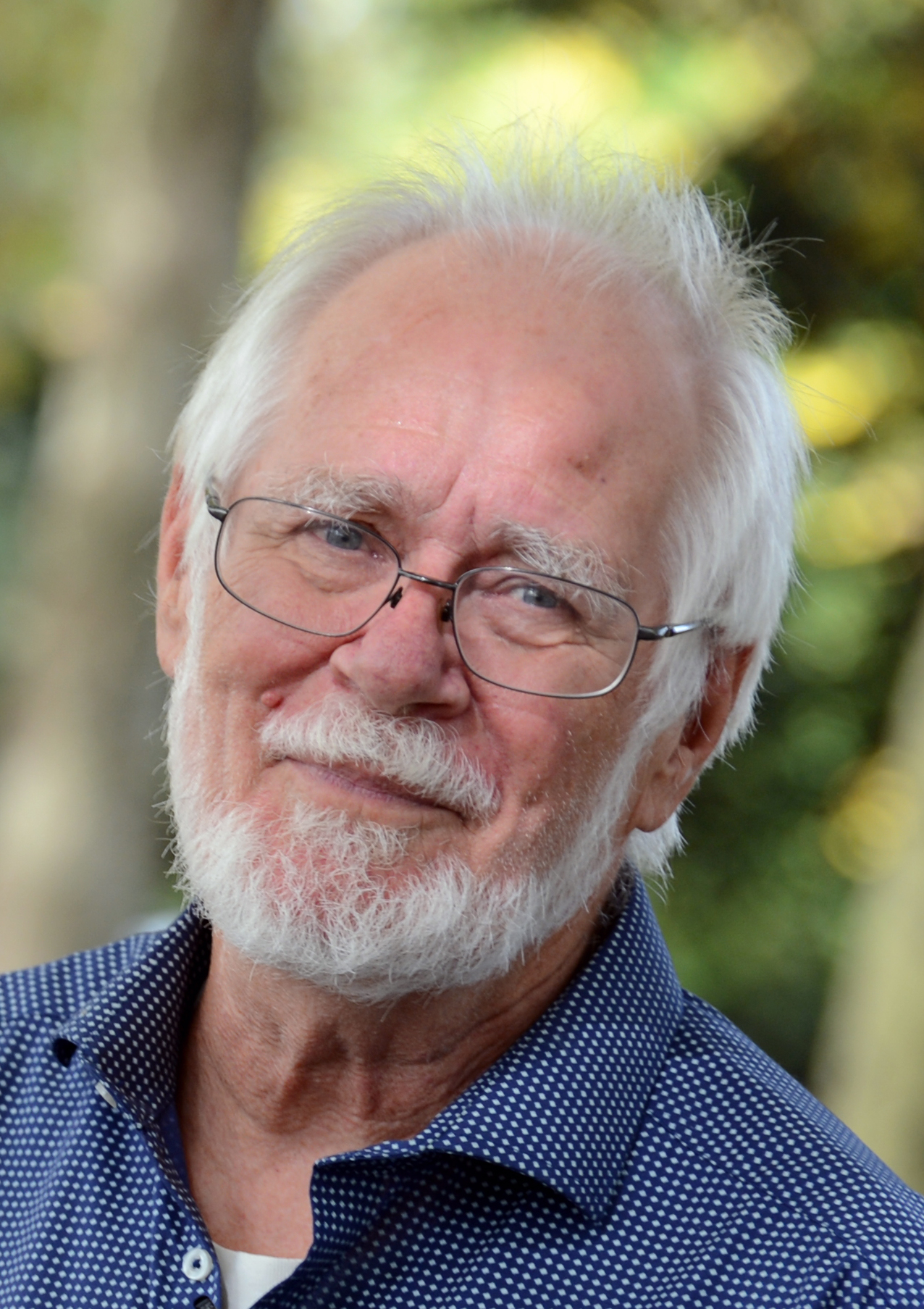
Jacques Dubochet
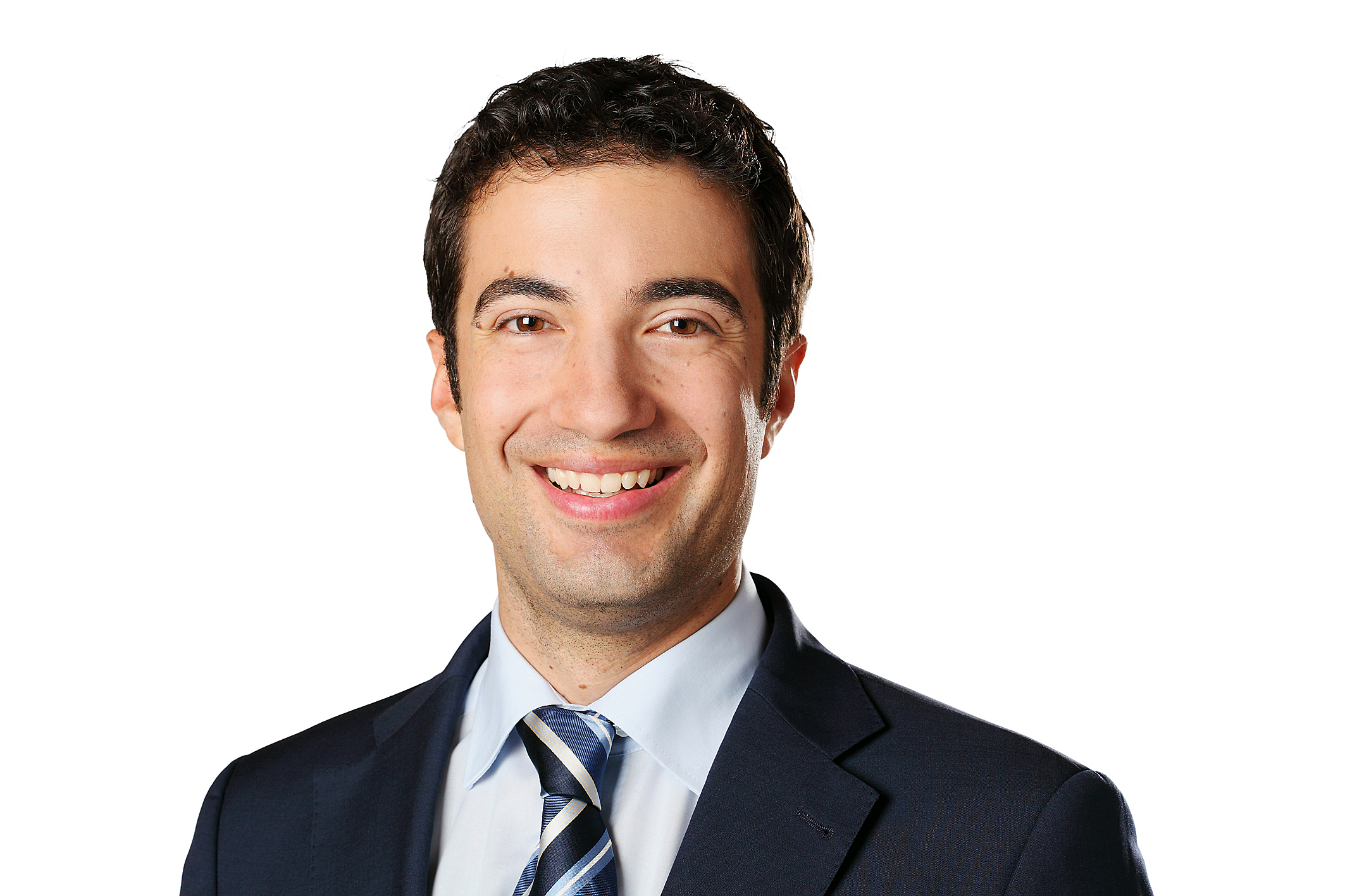
Andrea Caroni
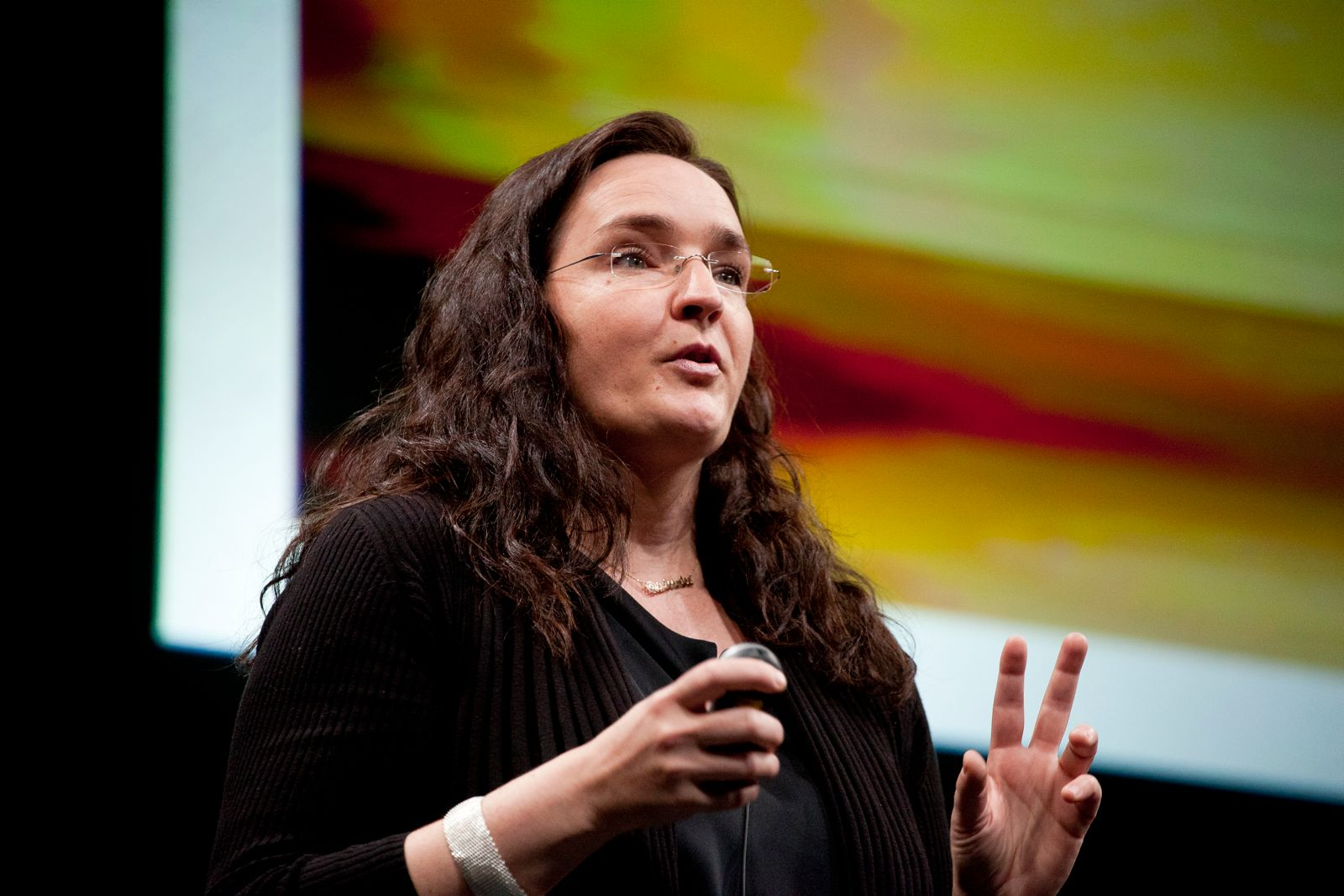
Tina Roth Eisenberg
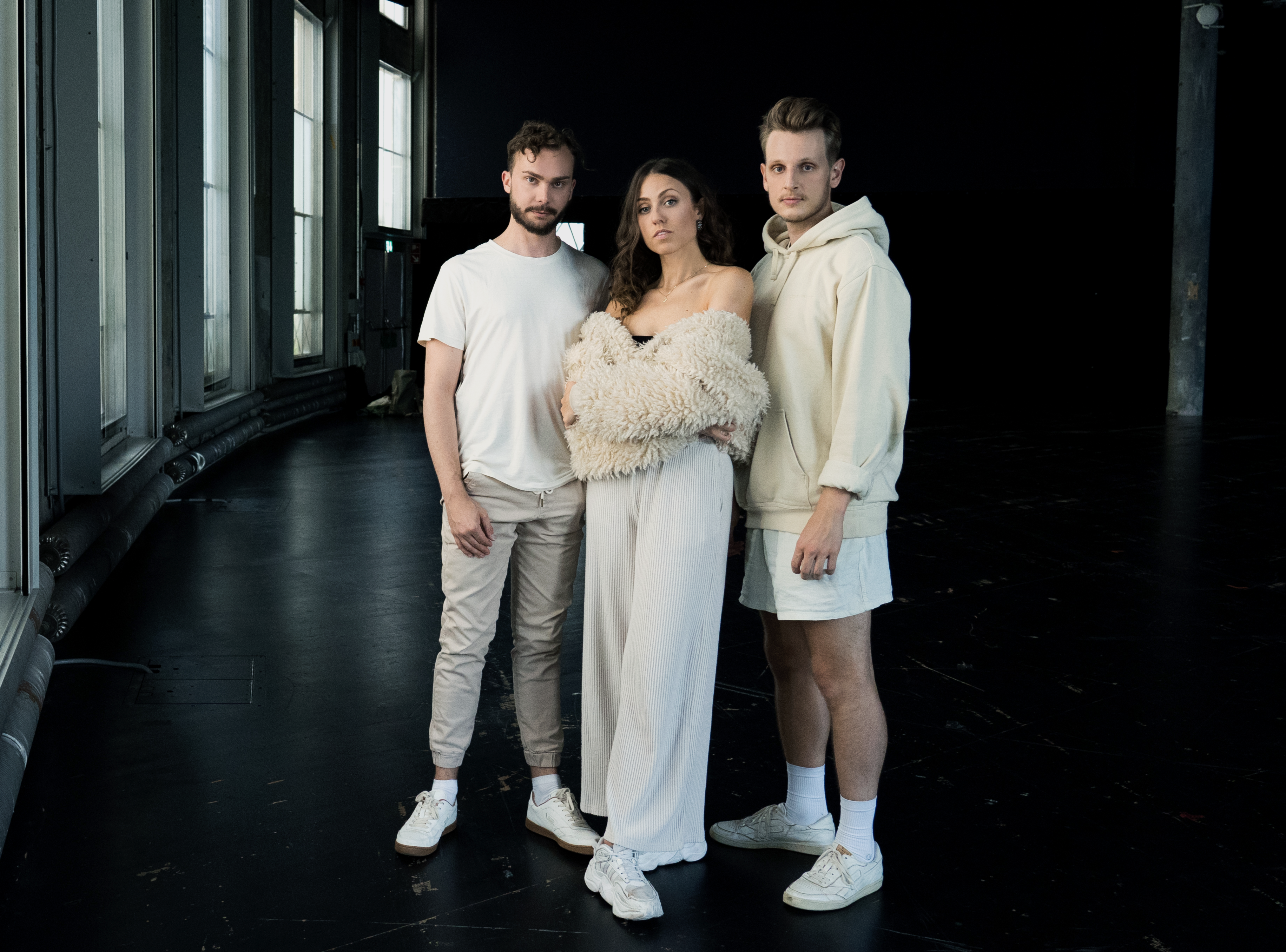
We Are Ava

## Filme

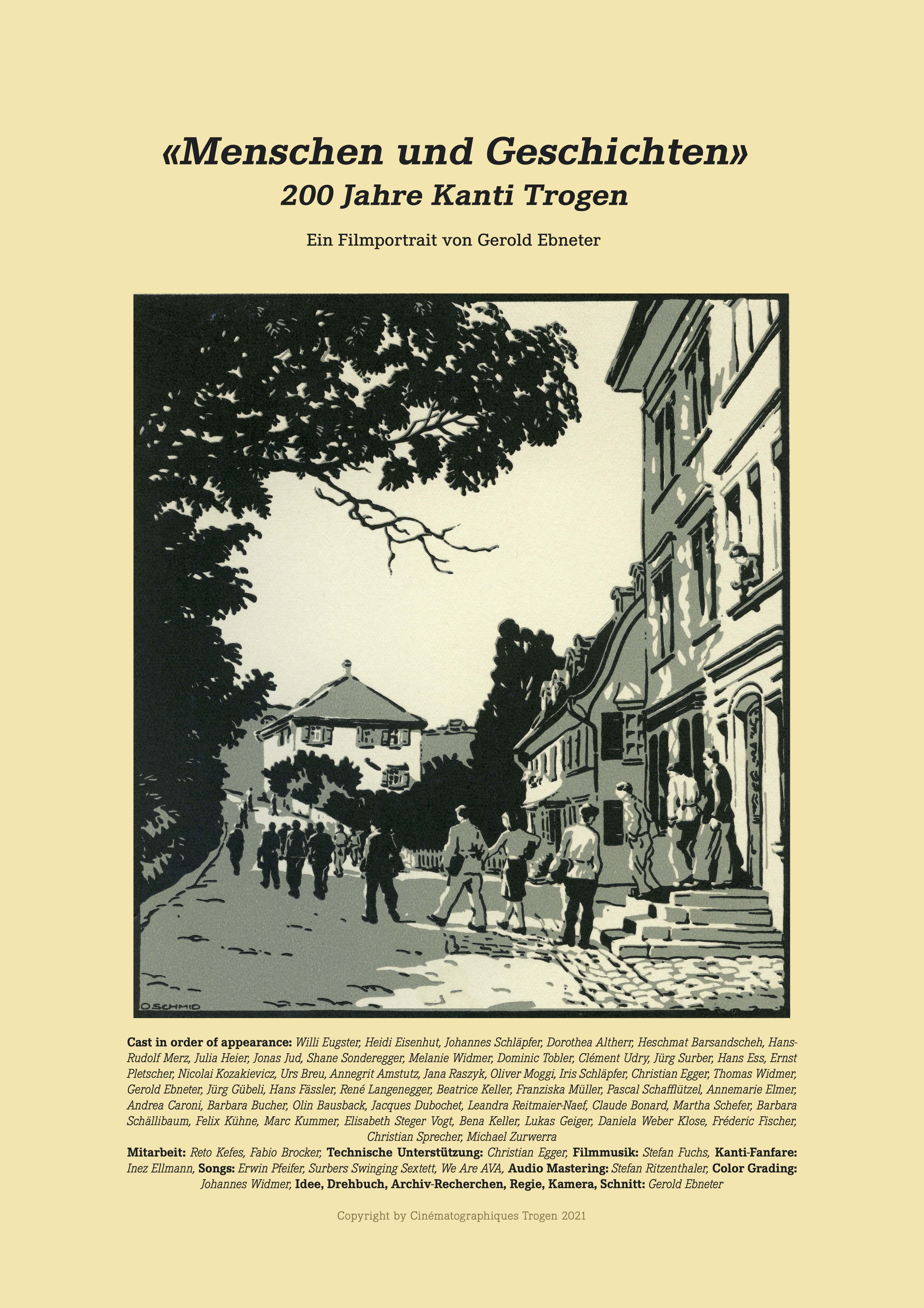
Filmplakat «Menschen und Geschichten - 200 Jahre Kanti Trogen»

- 2020: Musikvideo Wiege der Glückseligkeit, 3 Minuten. Eigenproduktion, Trogen.
- 2020: Dokumentarfilm Abheben - Trogen und die Segelflugtradition, 15 Minuten. Eigenproduktion, Trogen.
- 2021: Kinofilm Menschen und Geschichten - 200 Jahre Kanti Trogen, 90 Minuten. Film von Gerold Ebneter. Eigenproduktion, Trogen.
- 2021: Kurzfilm Pensionatswesen in Trogen, 4 Minuten. Eigenproduktion, Trogen.
- 2021: Kurzfilm Schülerabende im 20. Jahrhundert, 3 Minuten. Eigenproduktion, Trogen.

## Weblinks

Die Kantonsschule Trogen aus der Vogelperspektive

### Schule aktuell
- Website der Kantonsschule Trogen
- Instagram-Kanal der Kantonsschule Trogen
- Facebookseite der Kantonsschule Trogen
- Aktueller Jahresberichte der Kantonsschule Trogen
- Ältere Jahresberichte der Kantonsschule Trogen und des Kantonsschulvereins (KVT)
- Imagefilm der Kantonsschule Trogen
- Website des Kantonsschulvereins Trogen
- Webseite der Stiftung Kantonsschule Trogen
- Aktuelles Wetter an der Kantonsschule Trogen

### Schule historisch
- Website des Schul-Archivs der Kantonsschule Trogen
- Ehemalige Lehrer an der Kantonsschule Trogen, mit Kurzbiographie
- Zeitzeugnisse Appenzell: 500 Jahre Mitgliedschaft Eidgenossenschaft
- KVT-Mitteilungen online, 1923 bis 2007